# Mariánský sloup (Staroměstské náměstí)
Mariánský sloup na Staroměstském náměstí v Praze je necelých 16 metrů vysoké sochařské dílo, na jehož vrcholu je umístěna socha Neposkvrněné Panny Marie (latinsky Immaculaty) a na rohových podstavcích stojí sochy andělů bojujících se symboly zla. Sloup jako gnómón spolu s pražským poledníkem vyznačeným na dlažbě tvoří sluneční hodiny, které dříve sloužily k určování poledne místního času. Původní sloup z roku 1650, posvěcený roku 1652, byl brzy po vzniku Československa zničen a v letech 2020–2024 byl na původním místě nahrazen novodobou replikou. 

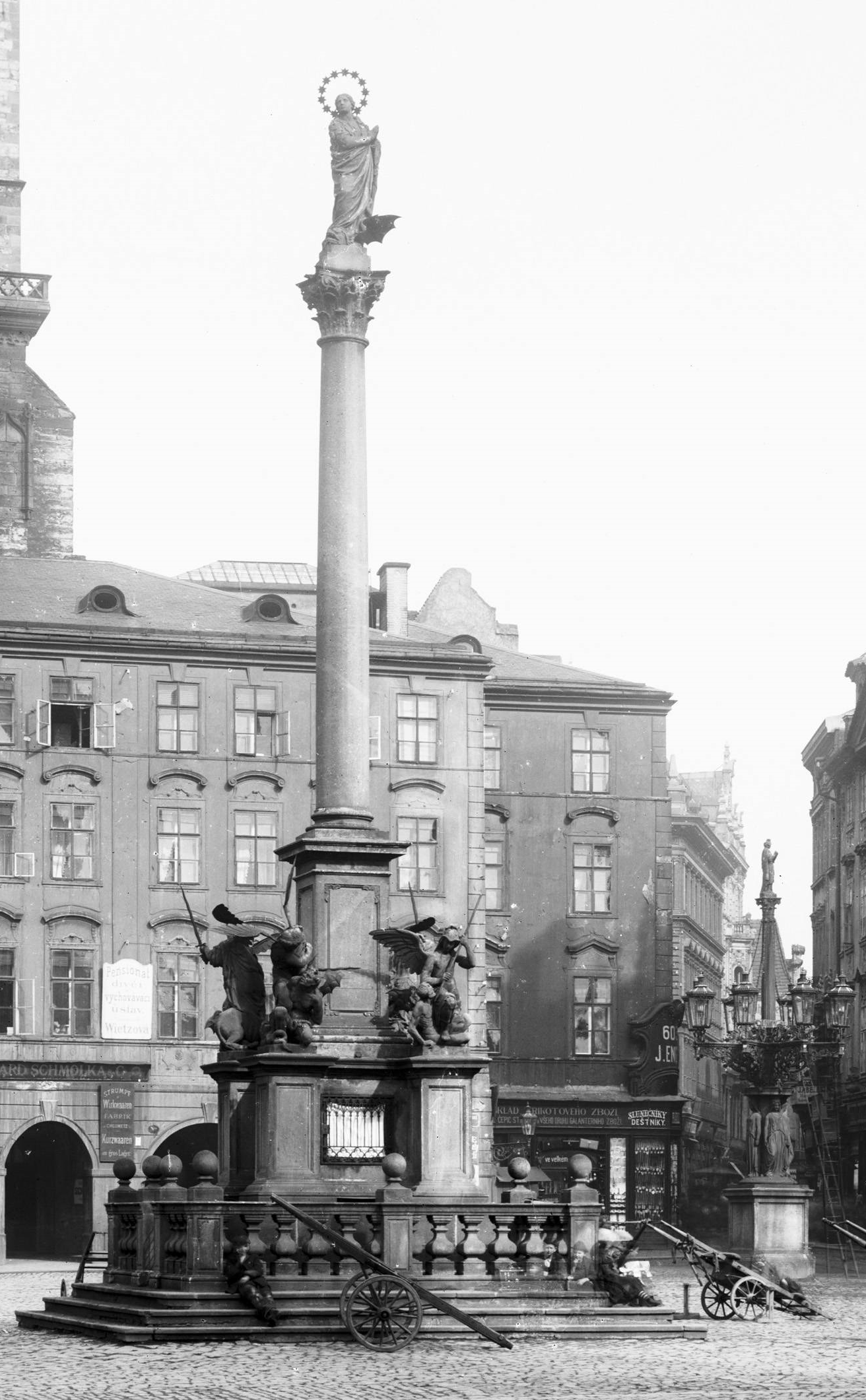
Původní sloup na počátku 20. století, fotografie Jindřicha Eckerta

Sloup nechal postavit císař Ferdinand III. jako poděkování Panně Marii za obhájení Prahy před švédskými vojsky v roce 1648. Hlavním tvůrcem sochařské výzdoby byl Jan Jiří Bendl, jméno architekta se nedochovalo. Gotický obraz Panny Marie Rynecké umístěný ve střední části podstavce se v barokní době těšil velké úctě a až do 19. století se zde konávaly pobožnosti a procesí. Sloup byl stržen za přihlížení davu 3. listopadu 1918 skupinou žižkovských hasičů, kterým pražský bohém Franta Sauer namluvil, že odstranění památky požaduje Národní výbor československý. Největší část dochovaných pozůstatků původního sloupu se nachází v Lapidáriu Národního muzea. 
Snahy o obnovení mariánského sloupu započaly bezprostředně po jeho odstranění, ale až po sametové revoluci se díky finančním darům a práci dobrovolníků podařilo zhotovit rekonstrukci sloupu a vrcholové sochy. Historická symbolika památky a její návrat na Staroměstské náměstí od počátku vyvolávaly spory, obnova měla své zastánce i odpůrce mezi odbornou i laickou veřejností. Zastánci argumentovali uměleckou, historickou, náboženskou a urbanistickou hodnotou sloupu, zatímco odpůrci ho vnímali jako symbol pobělohorského habsburského útlaku a poukazovali na nemožnost sochy přesně obnovit, jelikož se nedochovala dostatečná dokumentace některých částí. Rekonstrukce sloupu byla několikrát zamítnuta, v lednu 2020 však ji zastupitelstvo hlavního města Prahy schválilo a již 15. srpna 2020 byl nový sloup s vrcholovou sochou od Petra Váni slavnostně posvěcen. Na podstavcích zpočátku chyběly sochy čtyř andělů bojujících se symboly zla, jež byly doplněny roku 2024.

## Barokní mariánský sloup

### Kontext

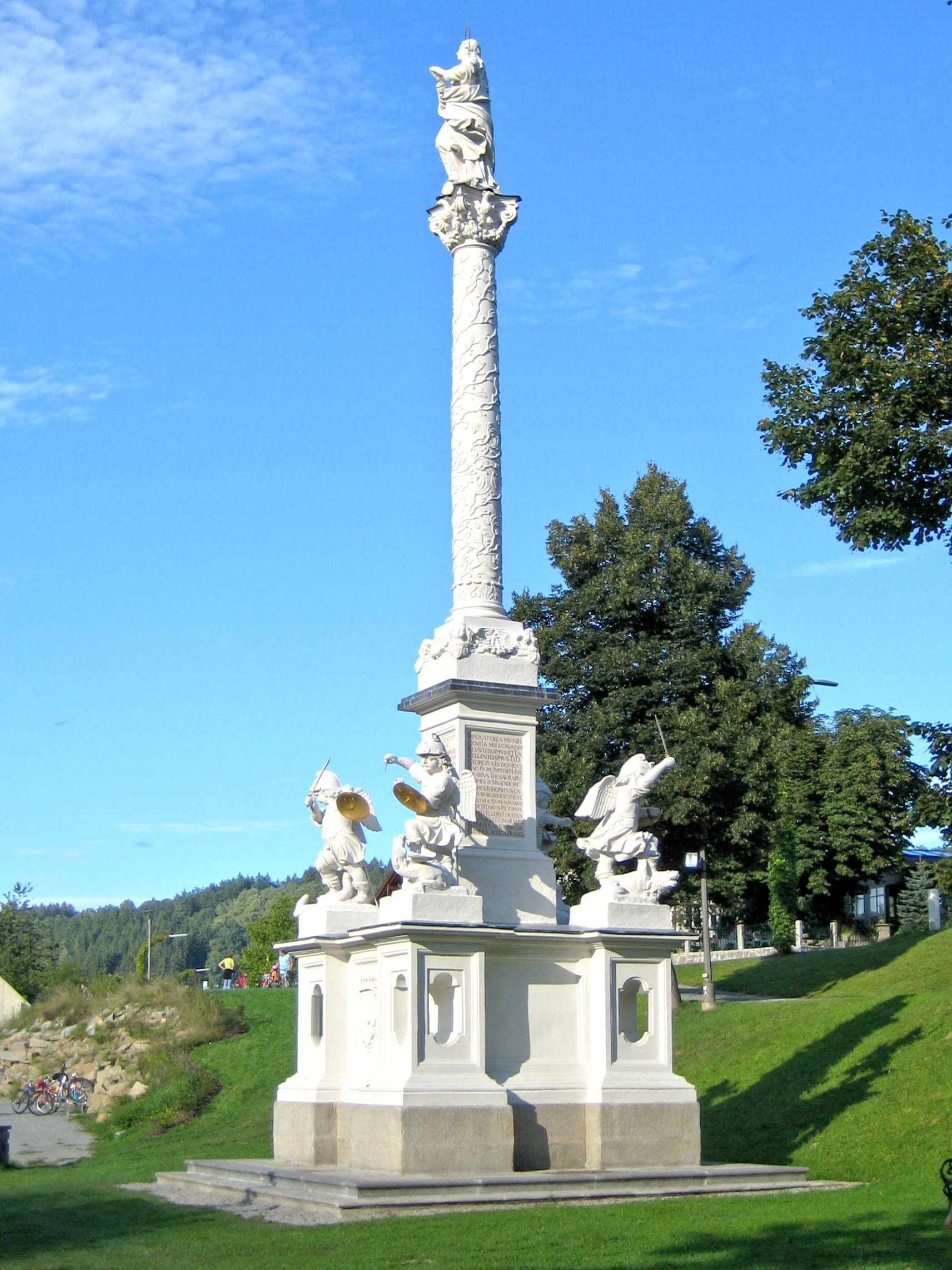
Původní vídeňský mariánský sloup, dnes Wernstein am Inn

Sloupy jako součást náboženské výzdoby měst se v katolických zemích dostaly do módy v době baroka a protireformace. Již roku 1587 nechal papež Sixtus V. umístit na Trajánův sloup v Římě sochu apoštola Petra a roku 1589 na sloup Marka Aurelia sochu apoštola Pavla. Zvlášť často se sloupy objevovaly ve městech habsburské monarchie a Bavorska. Z hlediska motivu stavby se jednalo například o sloupy turecké (na památku úspěšné obrany před Osmany), švédské (například právě pražský) či morové za odvrácení epidemie. Co do zasvěcení jsou nejčastější sloupy Nejsvětější Trojice a mariánské, často se objevují i sloupy s postavami jiných světců, zejména Jana Nepomuckého.
Vedle poděkování svatému za pomoc při překonání válečných hrůz či moru a vedle snahy povzbudit ke zbožnému usebrání, vyjadřovaly barokní náboženské sloupy na území rakouské monarchie nepřímo také triumf katolicismu a habsburského rodu nad jeho protestantskými protivníky. Sloupy (jakožto širokým vrstvám srozumitelné médium) pomáhaly prosadit model protireformační lidové zbožnosti. V očích obrazoboreckých protestantů byl však triumfální sloup se sochou Panny Marie naopak modlou a vzbuzoval v nich pohoršení. Politické a náboženské napětí obou pojetí zůstalo živé a srozumitelné po celá staletí od vzniku sloupů. Od konce 19. století pak vedlo na řadě míst k odstraňování původních nápisů a erbů fundátorů a v extrémním pražském případě dokonce ke zničení celého díla. Ještě později ničily památky na monarchii komunistické režimy, vedené podobnou motivací. Například byly odstraněny barokní sloupy ve Staré Budě roku 1956 a v Kluži roku 1959.
První mariánský sloup nechal vztyčit kurfiřt Maximilián I. roku 1638 v Mnichově. Císař Ferdinand III. (sám mariánský sodál) jej napodobil roku 1647 ve Vídni na náměstí Am Hof. Tento sloup však dnes stojí v hornorakouské obci Wernstein am Inn. Mariánský sloup v Praze následoval roku 1650. Další významný, císařem zřízený mariánský sloup stojí od roku 1675 v Prešpurku, dnešní Bratislavě, před bývalým protestantským kostelem, roku 1672 předaným jezuitům. Stalo se tak na památku porážky Wesselényiho spiknutí.
Zatímco na mnichovském sloupu je Maria zobrazena ještě podle vzoru loretánské Madony, tedy s Jezulátkem v náručí a stojící na srpku měsíce, patří vídeňská i pražská Madona k tehdy novému, protireformačnímu typu Panny Marie Neposkvrněné, Immaculaty. Toto nové pojetí kodifikoval španělský malíř Pacheco. Pannu Marii znázorňuje jako mladou ženu oduševnělé krásy s dvanácti hvězdami kolem hlavy a stojící na přemoženém drakovi. Vychází se z teologického učení, že při početí Panny Marie nebyl přenesen dědičný prvotní hřích. Zároveň Marii ukazuje jako vítěze nad ďáblem. Podoba Immaculaty vycházela z motivu apokalyptické „ženy oděné sluncem, s měsícem pod nohama a s korunou dvanácti hvězd kolem hlavy“ (Zj 12,1). Žena oděná sluncem byla vykladači často spojována s Pannou Marií a tento výklad se objevoval už během španělské reconquisty. Přišlápnutý drak-ďábel pod nohama Marie symbolizuje přemožení zla, jež v dobovém katolickém pojetí ovšem zahrnovalo i protestantskou herezi.

### Výstavba a údržba

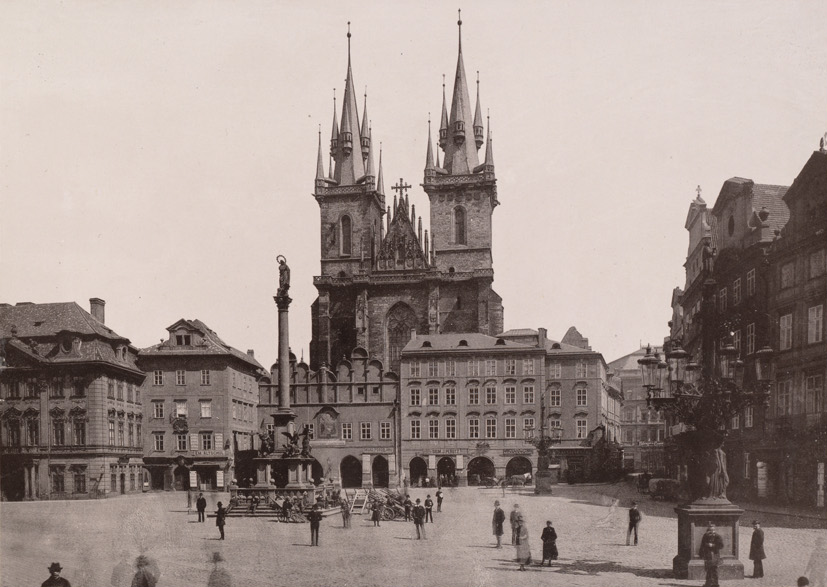
Staroměstské náměstí s mariánským sloupem, asi 1894

Sloup byl vztyčen jako projev díků Panně Marii za úspěšnou obranu pražského souměstí před Švédy na podzim roku 1648. Byl navíc postaven na symbolickém místě; zde v březnu 1632 po vpádu Sasů do Prahy nechal jeden z velitelů saského vojska přibít na pranýř staroboleslavské Palladium, čímž potupil katolickou víru. Na tomto místě navrhoval vztyčení sloupu již strahovský převor v roce 1647. Základní kámen byl položen 23. května 1650 Bernardem Ignácem z Martinic za účasti velkého množství Pražanů. Ještě tentýž den se začalo s hloubením základů. Šestimetrový dřík byl vztyčen už 26. září a socha Panny Marie byla na vrchol umístěna 30. září. Autory sochařské výzdoby sloupu byli Jan Jiří Bendl, Arnošt Jan Heidelberger, Stanislav Goldschneck a Abraham Melbera. Stavební dozor prováděl Diviš Miseron, jméno architekta se nedochovalo. Výstavba sloupu byla  hrazena z dlužných kontribucí a příspěvků na císařskou korunovaci. Posvěcení sloupu se konalo až 13. července 1652 pražským arcibiskupem kardinálem z Harrachu za přítomnosti císaře Ferdinanda III. a jeho syna Ferdinanda IV. Na podstavci byl v kartuši vytesán latinský nápis: „VIrgInI genItrICI sIne orIgInIs Labe ConCeptæ propVgnatæ et LIberatæ VrbIs ergo Cæsar pIVs et IVstVs hanC statVaM ponIt“ (chronogram udává rok 1650). Česky to znamená „Panně Rodičce bez poskvrny prvotní počaté za obhájení a osvobození města zbožný a spravedlivý císař tuto sochu postavil“.

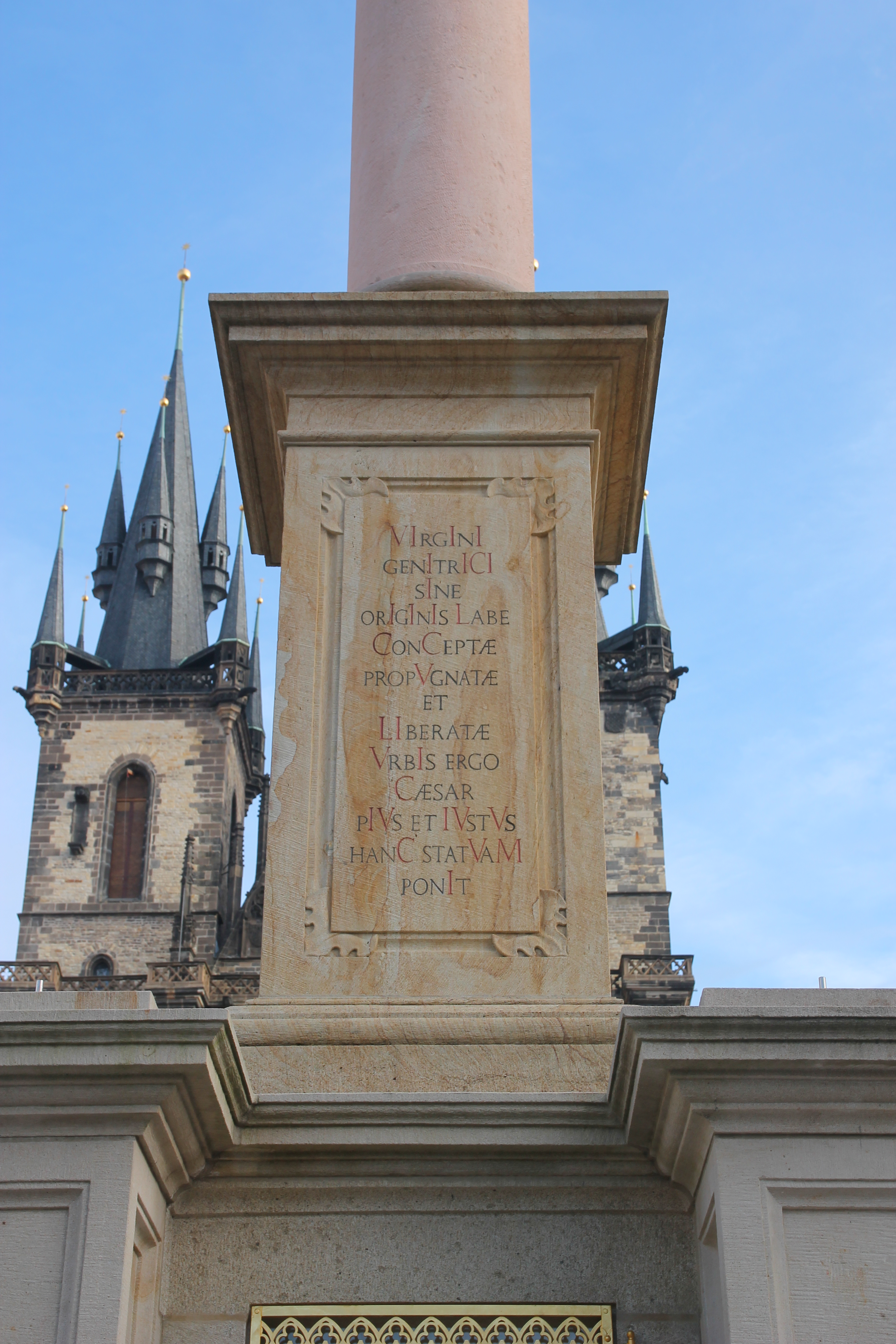
Detail latinského nápisu s chronogramem v kartuši podstavce

Sloup byl celkem vysoký téměř 16 metrů a nesl dvoumetrovou pozlacenou sochu Panny Marie Immaculaty. V nárožích soklu stály čtyři sochy andělů symbolizující čtyři kardinální ctnosti bojující se silami zla. První anděl srážel kopím ďábla a představoval moudrost, druhý přemáhal obouručním mečem lvíče a znázorňoval spravedlnost, třetí bojoval s drakem a projevoval statečnost a čtvrtý anděl přemáhal křížem ďábla a vyjadřoval mírnost. V podnoží sloupu byl dutý prostor, který sloužil jako kaplička. Byl v ní umístěn gotický deskový ochranný obraz Panny Marie Rynecké z počátku 15. století, který původně visel na domě U zlatého jednorožce (čp. 20) na Staroměstském náměstí, který vlastnila rodina Miseronů. Pražané před ním prosili za ubránění města během švédského obléhání. Vzorem pražského sloupu byl mariánský sloup v Mnichově postavený roku 1638 kurfiřtem Maxmiliánem I. jako díkůvzdání za zachování města během švédské okupace za třicetileté války.
Povrch pražského sloupu byl vyzdoben imitací červeného mramoru a socha Panny Marie byla pozlacena. Během pruského obléhání v roce 1757 bylo při ostřelování Prahy poškozeno dělovou koulí jihozápadní nárožní sousoší. Místo zůstalo sto let prázdné. Až v roce 1858 původní sochu nahradila volná kopie od pražského sochaře Josefa Böhma. Části sloupu byly v 19. století několikrát opravovány, materiál trpěl zejména počasím. V roce 1884 bylo konstatováno zvětrání hlavice sloupu, nárožních soch i soklu. Socha anděla směřující k Celetné ulici měla utrženou ruku, rozpadlé roucho, zvětralý podstavec a hlavu vytlučenou deštěm. Podobně byly poškozeny i ostatní nárožní sochy, takže bylo navrženo je odstranit a nahradit novými. V zimě 1891–1892 se vlivem mrazu jednomu z andělů roztrhla hlava; její náhradu provedl sochař Bernard Seeling. 27. července 1898 se zase v důsledku prudkého deště jinému andělu ulomila ruka. V roce 1904 proběhla větší oprava. Při stavbě lešení spadl tesařům trám přímo na jihozápadní sousoší a potloukl je. Sochař František Hnátek během oprav nahradil původní silně zvětralou hlavici z žehrovického pískovce kopií z tvrdého hořického pískovce. Sochy andělů byly opatřeny cementovým nátěrem a Jan Janatka sochu Panny Marie pozlatil.

### Náboženské využití

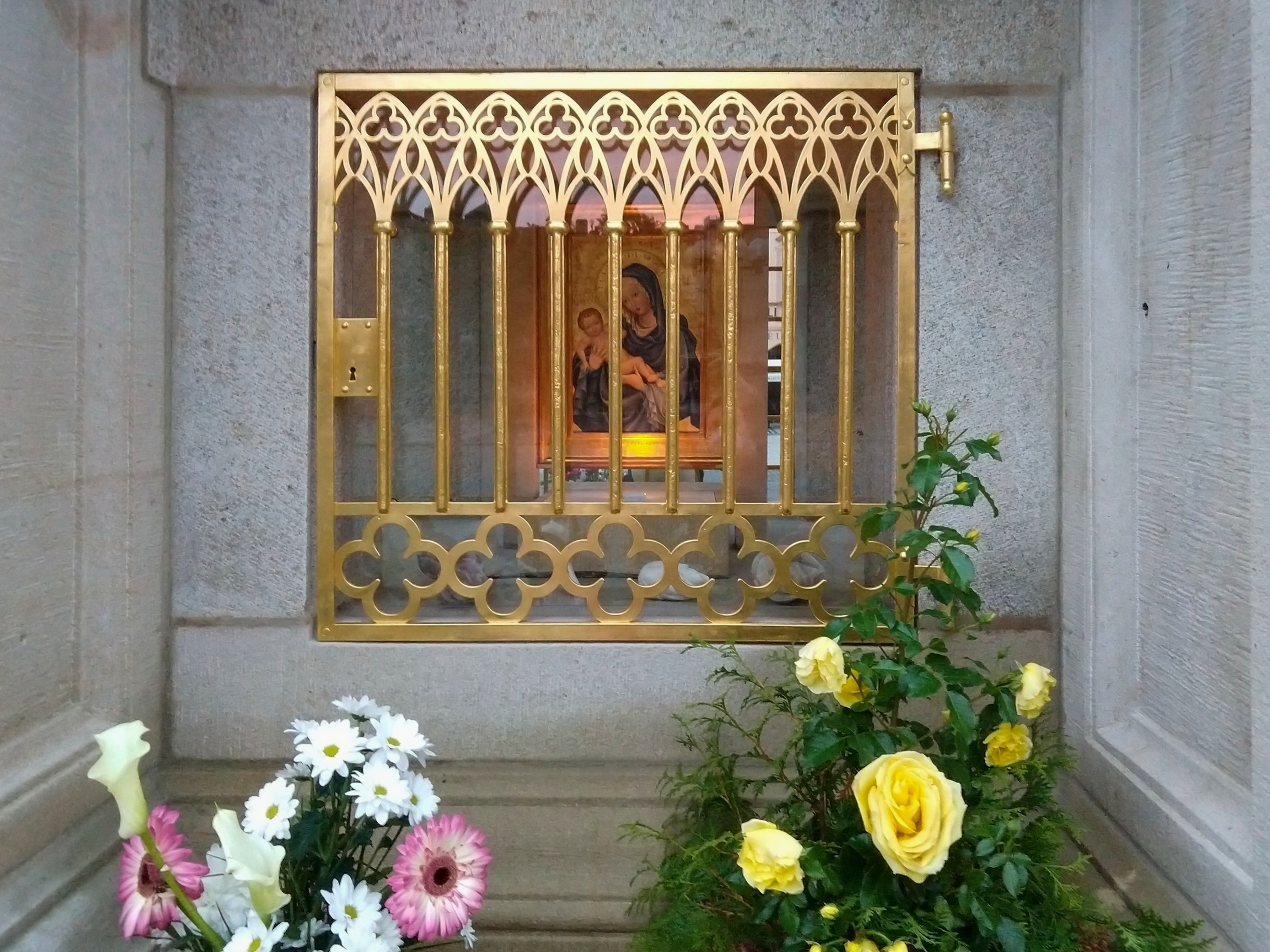
Kopie obrazu Panny Marie Rynecké na obnoveném sloupu

Císař Ferdinand III. vytvořil při svěcení sochy roku 1650 nadaci, ze které byli vypláceni svatovítští kanovníci za to, že budou každou sobotu a o mariánských svátcích konat procesí z kostela Matky Boží před Týnem a za zpěvu loretánských litanií. V roce 1782 byly pobožnosti přeneseny do Týnského chrámu a v roce 1872 do chrámu sv. Víta na Hradčanech.
O svátku Nanebevzetí Panny Marie byly pořádány slavnostní průvody z Klementina, ve kterých studenti nesli rukavice a přilbu jezuity Jiřího Plachého, který v roce 1648 shromáždil několik set studentů a dobrovolníků k obraně Karlova mostu. Procesí byla okázalá; nosily se v nich stříbrné korouhve s kříži a velká stříbrná sousoší znázorňující Pannu Marii. Pážata nosila španělské kroje bohatě zdobené zlatem. V roce 1658 se procesí účastnil arcivévoda Leopold a roku 1679 byl průvod obzvláště slavnostní, protože byl přítomen císař Leopold I. s císařovnou. Jen z latinské Mariánské družiny, která soustředila všechnu tehdejší inteligenci a zástupce nejvyšších úřadů, bylo v průvodu 500 párů sodálů. Jeden z císařských vyslanců poznamenal, že co do počtu, lesku a pořádku nikde v Evropě nic podobného nespatřil.
Průvody k mariánskému sloupu na Staroměstském náměstí se konaly v posledních dnech masopustu i z kostela Nejsvětějšího Salvátora. Také během moru, kterému v roce 1713 během 5 měsíců podlehlo 20 tisíc Pražanů, se lid každý den u sloupu shromažďoval na pobožnosti. Dále 24. března 1855 se zde konala velká oslava vyhlášení dogmatu o neposkvrněném početí Panny Marie. Oslava byla velkolepě nasvícena plynovými lampami, dolní část sloupu byla upravena na oltář zdobený červenými draperiemi a nad oltářem byl umístěn nasvícený symbol Božího oka. Na balustrádě byly různobarevné skleněné koule se světly, sloup byl ovinut květinovou girlandou a sochu osvětlovaly plynové kahany. Událost kresbou zaznamenal Adolf Kosárek.

### Určování poledne
V 15. až 18. století byly polední čáry, zvané poledník, vyznačovány převážně v kostelích, například poledník na podlaze římské baziliky Santa Maria degli Angeli e dei Martiri či v katedrále Santa Maria del Fiore. Sloužily k určení času pro polední modlitbu, obvykle Anděl Páně. Mariánský sloup sloužil ke stejnému účelu a směrem od něj na sever mířil tzv. pražský poledník, vyznačený dlažebními kostkami. Když se roku 1987 náměstí předlažďovalo, nebyl v tu dobu poledník ještě přesně geodeticky zaměřen. To provedli až Rostislav Weber a Cyril Ron z Astronomického ústavu AV ČR těsně před tím, než bagry vyoraly dlažbu náměstí. Díky tomu bylo možné poledník po předláždění obnovit. V současnosti je pražský poledník procházející osou sloupu vyznačen pamětní deskou v dlažbě. Sloup tak coby gnómón stále určuje poledne místního času, když vrhá stín ve směru poledníku. Poledne místního času nastává asi o 2 minuty 24 sekund dříve než poledne středoevropského času. V období letního času, posunutého dopředu oproti časovému pásmu, se stín a vyznačení poledníku kryje přibližně ve 13 hodin.

## Spory a stržení

### Vznik Husova pomníku
V 90. letech 19. století proběhl o Mariánský sloup na Staroměstském náměstí spor v souvislosti s přípravami stavby pomníku mistra Jana Husa. Mladočeští politici navrhovali, aby byl Husův pomník postaven na Staroměstském náměstí. Tam už ale stál Mariánský sloup, který navrhovali přesunout blíže k Týnskému chrámu nebo dokonce úplně mimo náměstí. S návrhem přišel v roce 1895 mladočeský politik Jan Podlipný, podle kterého „by bylo lze sloup Mariánský jinam přenésti“. V roce 1896 pak Spolek pro zbudování Husova pomníku navrhoval, „aby socha Panny Marie byla odstraněna a buď na jiném místě aneb po zbourání domů obklopujících Týnský chrám těsněji před tento postavena“. Katolický deník Čech na tento radikální návrh 2. května 1896 reagoval komentářem, kde připomněl, že sloup byl postaven jako symbol vděčnosti za vestfálský mír a ubránění Prahy a odmítl návrhy na jeho odstranění jako „neslýchaný vandalismus“.
Dne 6. července 1896 bylo na schůzi spolku pro zbudování Husova pomníku požadováno, aby Mariánský sloup byl z náměstí odstraněn, sloup mladočeští řečníci na schůzi označovali za symbol pobělohorského „povalení české samostatnosti“. Mladočeské Národní listy 2. srpna 1896 Mariánský sloup označily za památku na vestfálský mír, kterým Čechy ztratily „starobylé jejich svobody i samostatnosti státní“. Sloupu se podle Národních listů „dnes novodobí papeženci chytají jako svého palladia, nechtějíce za živý svět dopustit, aby na blízku jeho byl postaven pomník našemu Husovi“.
Proti útoku Národních listů protestovaly katolické organizace a deník Čech odpověděl úvodníkem pod názvem „Chtějí si rozbít lebky o sochu Panny Marie“, kde odmítl pokusy o odstranění sloupu z náměstí i snahu o postavení Husovy sochy vedle sloupu: „Hus na velkém náměstí proti soše Bohorodičky bude se vyjímati jako strašidlo, ba ještě hůře, bude se vyjímati jako démon vzpoury naproti andělu míru a smíru“. Proti pokusům o přesun nebo odstranění sloupu z náměstí protestoval i královéhradecký biskup Eduard Brynych. 5. července 1898 byla na obranu Mariánského sloupu na náměstí svolána pouť, které se účastnilo asi 4000 lidí. 13. ledna 1899 se na pražskou radnici dostavila deputace v čele s Vojtěchem Schönbornem, aby protestovala proti stavbě Husova pomníku vedle Mariánského sloupu.
Ke konečné dohodě a ukončení sporu došlo dne 16. ledna 1899, kdy sbor pražských radní rozhodl poměrem hlasů 45:39, že Husův pomník bude na Staroměstském náměstí umístěn v jeho severní části, „přičemž se podotýká, že socha Panny Marie zůstává netknuta“.

### Stržení

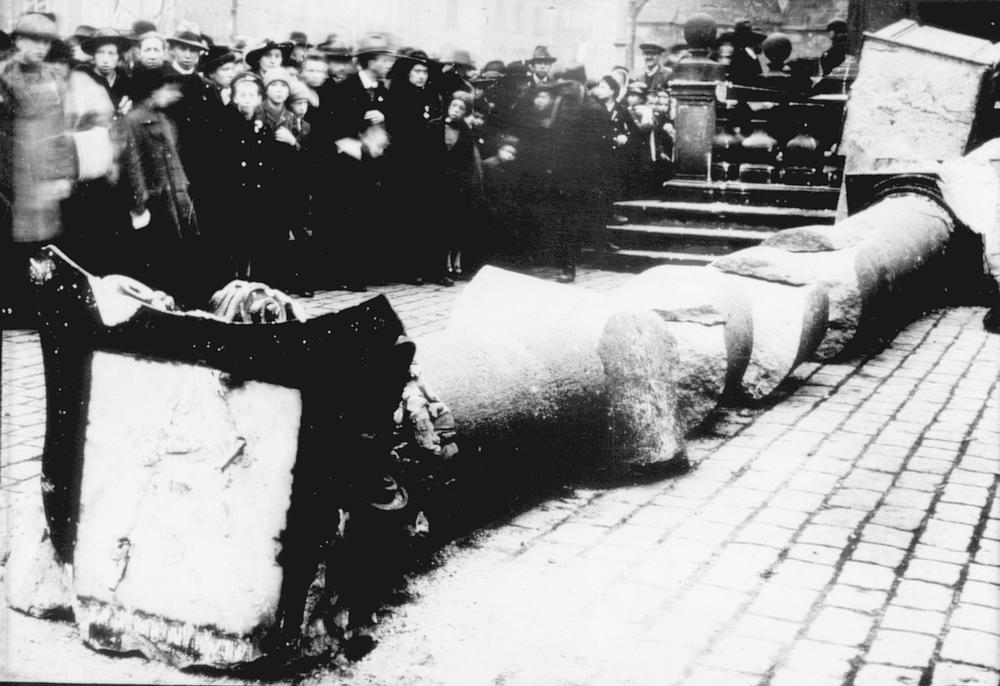
Stržený sloup v roce 1918

Krátce po vyhlášení samostatného Československa byl sloup 3. listopadu 1918 stržen asi stočlennou skupinou obyvatel Žižkova, kteří v něm spatřovali symbol svržené habsburské monarchie. Jako hlavní původce činu se uvádí pražský bohém Franta Sauer, který stržení sloupu připravil a zaštiťoval se přitom údajnou podporou vedení České strany národně sociální a Českoslovanské sociálně demokratické strany dělnické. O události později zveřejnil písemné svědectví.
Sauer podle svého vyjádření navštívil o den dříve správce žižkovského obecního dvora Josefa Hodana, kterému řekl, co chystá, a odvolával se na revoluční národní výbor a na Václava Klofáče a Karla Kramáře. Správce Hodan mu vyšel vstříc a uložil hasičům, aby se stržením sloupu pomohli. Ti pak 3. listopadu odpoledne na Staroměstské náměstí přivezli žebřík a omotali kolem sloupu lano. Lano měl upevnit Jan Šoupal.
V neděli 3. listopadu se před výročím bělohorské bitvy konalo na Bílé hoře shromáždění, které pořádali národní socialisté a čs. sociální demokraté. Stržení sloupu bylo načasováno tak, aby k němu došlo v okamžiku, kdy se účastníci tábora lidu budou vracet průvodem z tohoto shromáždění. Nejprve byla za zpěvu písní a za vztyčení rudého praporu stržena socha anděla na západním nároží. Na místo také přijeli automobilem tři členové Národního výboru, kteří stržení sloupu chtěli zabránit, podle Franty Sauera se jim dav okolo sloupu vysmál. Byli mezi nimi Cyril Dušek a historik V. V. Štech. Když ale viděli, že je odpor marný, požádali, aby jim byl vydán obraz Panny Marie Rynecké, který pak spolu se svícny a květy z výklenku převzali. Po delším, více než půlhodinovém úsilí se nakonec podařilo sloup rozkývat a strhnout. Poté, co sloup padl k zemi a roztříštil se, pronesli proslovy Antonín Chmelík, podle Sauera v sokolském stejnokroji, a redaktor Práva lidu Jan Skála. Večer se dav ještě vydal ke Karlovu mostu, kde chtěl na něm stojící sochy naházet do Vltavy. Tomu však už zabránili vojáci poté, co poslanec František Soukup telefonicky požádal policejního ředitele o vyslání policejní i vojenské stráže k mostu. Ve zřejmé reakci byly pak zakryty plátnem pomník maršála Radeckého a pomník Františka I. Stržení sloupu v českých zemích inspirovalo vlnu vandalismu namířeného proti náboženským objektům.
Franta Sauer se k organizaci činu vzápětí přihlásil. Státní zastupitelství v Praze zahájilo vyšetřování trestní věci stržení mariánského sloupu již 7. listopadu, ale čin nebyl klasifikován jako zlomyslné poškození cizího majetku s odvoláním na to, že se udál jen několik dní po převratu, tedy v době revoluční. Nakonec byl čin klasifikován jako přečin podle § 305 tr. zák. a ten byl již během vyšetřování 3. února 1919 promlčen.
Stržení sloupu vyvolalo ve společnosti napětí, protože katolíci viděli ve zboření sloupu urážku svého náboženství. Zavdalo také první podnět k nespokojenosti Sudetských Němců s vyhlášenou republikou. Ihned po stržení se zvedly protesty, a to i na Slovensku a v Evropě. Následující den se v rozvalinách sloupu objevil zelený věnec s protestním nápisem. Čin odsoudil i Národní výbor československý, který celou věc označil za historický omyl, konstatoval, že se bolestně dotkl náboženských citů a vydal příkaz, aby bylo upuštěno od jakéhokoliv ničení pomníků. Český tisk přijal zboření sloupu s porozuměním, ale žádná z významných politických osobností první republiky, ani z liberálního tábora, zničení sloupu veřejně nepodpořila, i když v soukromí se vyjadřovalo pochopení. Mnozí umělci proti němu důrazně protestovali (např. Zdenka Braunerová, Josef Holeček, Sigismund Bouška či Jaroslav Durych). Tomáš Garrigue Masaryk, který se o zboření sloupu dověděl v Anglii, prohlásil, že „když Pražané tu sochu odstranili, jsem rád, protože ta socha byla politickou potupou pro nás“. Na neoficiální intervenci Svatého stolce reagoval ještě v Londýně lapidární odpovědí, že se vůbec nejednalo o čin náboženský, ale politický.

### Pozůstatky

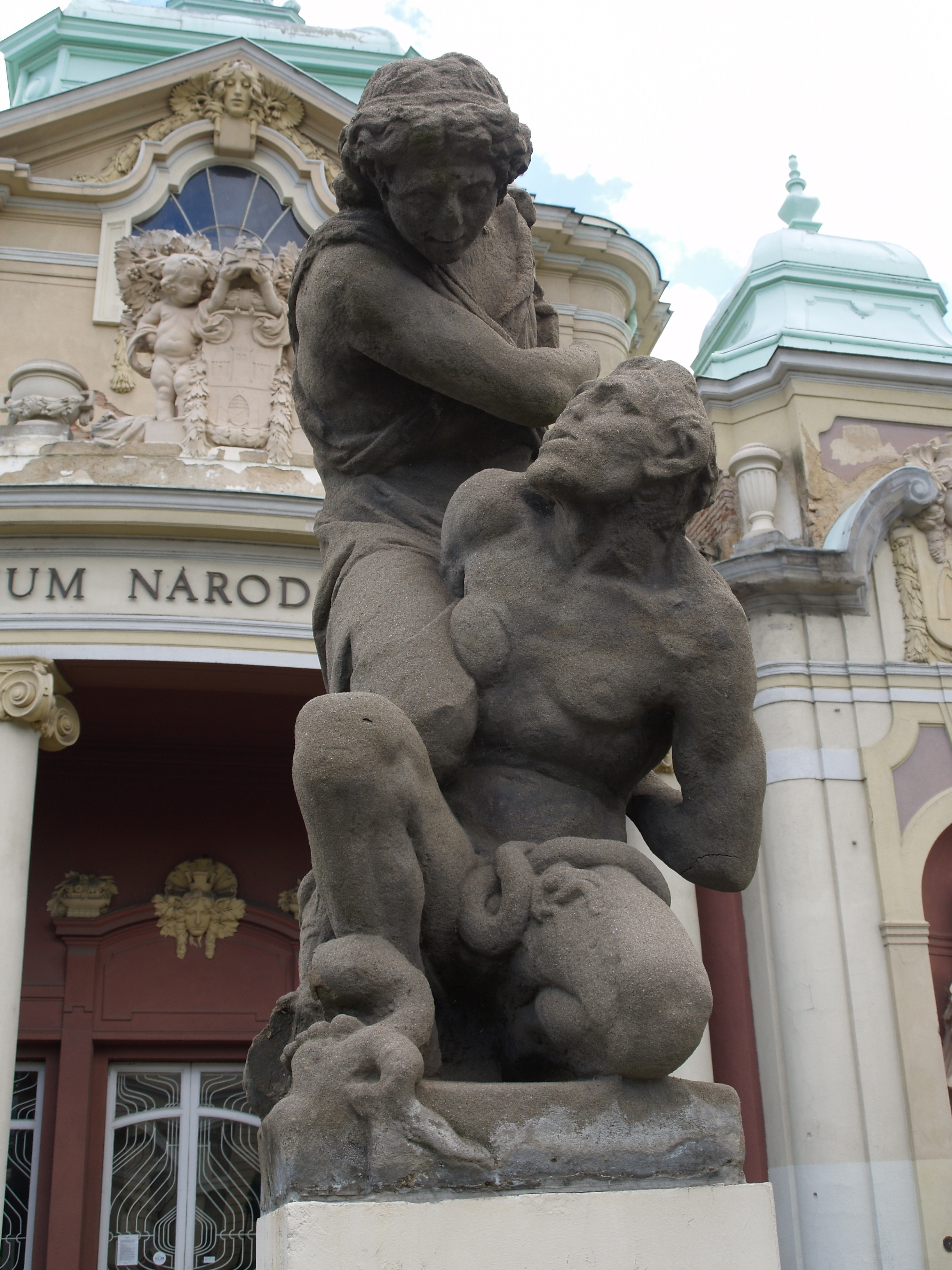
Anděl s ďáblem, kopie části původního sloupu sloužící jako poutač před Lapidáriem

Protože krátce po stržení sloupu měl přijet do Prahy Tomáš G. Masaryk a někteří zahraniční politici, kteří měli promluvit z pódia na Staroměstském náměstí, vedení města rozhodlo, že se trosky odklidí, aby nebyl pohoršen zahraniční doprovod. Zbylé části sloupu proto byly ve velkém spěchu odstraněny v noci z 18. na 19. prosince 1918 a odvezeny na nádvoří kláštera u kostela sv. Anny na Anenském náměstí, kde se prodával použitý stavební materiál získaný při asanaci Starého Města. Trosky sloupu byly ještě zachyceny ve filmu natočeném pražskými Němci, který byl později uložen do archivu ÚV KSČ.
Fragmenty sochy Panny Marie, hlavice, nepoškozená tři nárožní sousoší, části zničeného sousoší, kamenné zábradlí a stupně byly uskladněny v Lapidáriu na pražském Výstavišti. Zbytky sloupu odvezla firma Ludvíka Šaldy, podstavec sloupu odstranila firma Jana Gabriela. Socha, která před Lapidáriem stojí jako poutač, je umělý kámen pojený epoxidovou pryskyřicí, kopie jednoho z nárožních sousoší (původní sochy jsou uvnitř Lapidária). Jde o anděla srážejícího ďábla kopím, který stál vpředu vlevo, je nejspíše dílem samotného Jana Jiřího Bendla a chybí mu jen zápěstí pravé ruky. Druhá socha (vlevo vzadu, anděl přemáhající lvíče, autorem je J. J. Bendl s pomocníky) je nejvíce poškozena, protože byla shozena ze soklu, aby na něj mohli hasiči postavit žebřík. Třetí socha (vpravo vzadu, u Celetné ulice – anděl bojující s drakem, autorem je J. J. Bendl s pomocníky) je poškozena jen málo. Z původní čtvrté sochy rozbité v roce 1757 dělovou koulí (byla vpředu vpravo – anděl přemáhající ďábla křížem) se zachovalo jen torzo přikrčené sochy ďábla. To bylo objeveno až na začátku 20. století v hasičské zbrojnici na Staroměstské radnici. V 19. století byla tato socha nahrazena novým sousoším anděla s ďáblem, které se v Lapidáriu dochovalo neporušené.
Ulomená hlava Panny Marie byla nalezena v roce 1957 ve starožitnictví na Národní třídě. Odtud ji vykoupilo Národní muzeum a umístilo ji do Lapidária, kde je vystavena spolu s torzy čtyř sousoší andělů s ďábly, korintskou hlavicí sloupu a částmi kuželkové balustrády s koulí. Jeden fragment sochy se ztratil až v roce 1925 po výstavě v Olomouci. Jde o levou stranu trupu těla od ramene až k pasu, kde jsou i sepjaté ruce. V katalogu výstavy je tato část velmi dobře vyfotografována. Gotický obraz Panny Marie Rynecké se nachází v depozitáři kostela Matky Boží před Týnem. Korintská hlavice sloupu byla 14 let před stržením vyměněna a tím zachráněna. V depozitáři Národního muzea v Terezíně byly objeveny všechny čtyři původní otvíravé kované mříže, které uzavíraly dutinu soklu, a kovaná branka v balustrádě. Kovové křídlo jednoho z andělů u sebe uchovával sochař Josef Vítek. Malé úlomky monumentu si rozebrali přihlížející lidé jako suvenýry bezprostředně po stržení. Jeden z nich byl například zasazen do žerdě praporu orelské jednoty na Praze 1. Další je v duté korunce, kterou drží dva andělé nad obrazem Matky Unie od Emanuela Dítěte na Velehradě.
Jan Jiří Bendl vytvořil zrcadlově otočenou kopii sochy Panny Marie z mariánského sloupu, jejíž hlava nevzhlíží nahoru, ale shlíží dolů. Je umístěna v průčelí kostela Nejsvětějšího Salvátora. Další Bendlova téměř totožná socha z roku 1673 se nachází na mariánském sloupu v Lounech. Kolem roku 1700 vytvořil pravděpodobně malíř Kristián Luna podle sochy Panny Marie z mariánského sloupu i sloupek s dřevěnou plastikou Immaculaty na svém domě U kamenného sloupu (čp. 160) v Praze na Hradčanech. Dříve, než byla ztracena levá část těla z rozbitého originálu, vymodeloval sochař Břetislav Benda podle sesazených zachovalých částí třetinový model sochy. Podle tohoto modelu potom řezbář Bohumil Bek sochu opět zvětšil do původního rozměru a vyřezal do dřeva. Socha je nyní umístěna na oltáři kostela Panny Marie Královny míru na Lhotce, ve kterém je uložena i jedna ze tří dochovaných hvězd z glorioly.

## Snahy o obnovu

### Mezi válkami
Snahy o obnovu sloupu byly zpočátku spontánní a nejednotné. Již 7. listopadu 1918 se v novinách Čech objevila myšlenka na nové postavení sloupu. K místu, na kterém stál mariánský sloup, se 10. července 1921 konal třítisícový průvod katolických studentů. V říjnu 1922 byla v Klementinu uspořádána první výstava kreseb a fotografií mariánského sloupu. Básník Jaroslav Durych uspořádal veřejnou sbírku pro obnovu sloupu. Nový sloup měl být darem celého národa. Sbírka vynesla sto tisíc korun, město však obnovu nepovolilo.

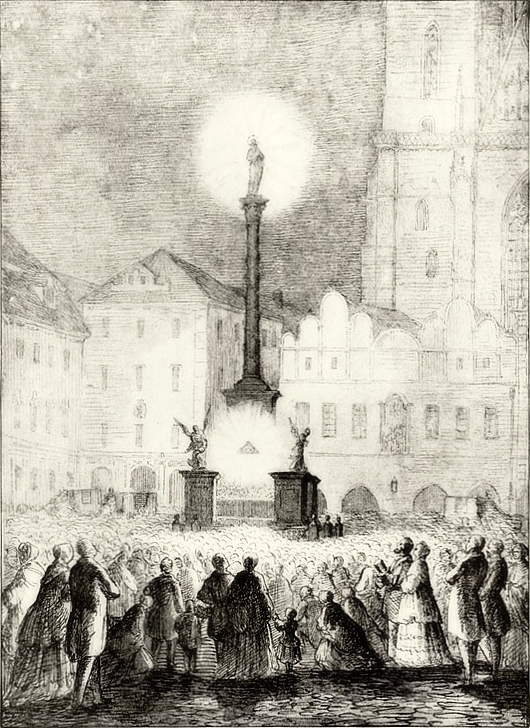
Adolf Kosárek: Oslava vyhlášení dogmatu o Neposkvrněném početí Panny Marie roku 1855

Vydání brožury Franty Sauera o stržení sloupu vyvolalo velkou a bouřlivou reakci. V Plodinové burze se 19. listopadu 1923 za účasti pěti tisíc Pražanů odehrála demonstrace za znovupostavení mariánského sloupu, na níž promluvili poslanec František Nosek, děkan Alois Tylínek a spisovatelé Vilém Bitnar a Antonín Šorm. Týž den byl zřízen Odbor pro rekonstrukci mariánského sloupu jako součást Lidové akademie při Lidové straně. Odbor soustředil doposavad spontánní a rozptýlené sbírky na obnovu sloupu.
Odbor uspořádal v roce 1924 rozsáhlou výstavu o mariánském sloupu. K ní byl vydán katalog, který se později stal zdrojem cenných informací. Na výstavě byla hlava Panny Marie od Leonarda Rottera. Vystaven byl i sádrový model sloupu od Jaroslava Majora, na který Čeněk Vosmík vymodeloval sochy v malém měřítku. Po roce 1925 byla výstava převezena do Olomouce. Po posouzení zachovalých částí mariánského sloupu bylo zřejmé, že jeho kvalitní zrestaurování není reálné. Tehdejší teorie památkové péče ani dostupné metody restaurování neumožňovaly zachovalé části sestavit a restaurovat. Části, které byly lepeny v té době, jsou sestaveny nekvalitně. Z těchto důvodů bylo navrženo, aby byl současnými umělci vytvořen sloup nový. Shromážděné prostředky ale byly se souhlasem pražského arcibiskupa Františka Kordače i jeho nástupce Karla Kašpara v následujících letech využity na podporu výstavby nebo úpravy církevních objektů v okrajových částech Prahy. Na této iniciativě se podílel také k tomu účelu založený spolek Dílo blahoslavené Anežky Přemyslovny.
3. listopadu 1938 u příležitosti 20. výročí stržení sloupu podala Česká liga akademická na pražský magistrát žádost o jeho obnovu.

### Období totalit
Zhruba od roku 1940 působila v protektorátní Praze nová německá plánovací komise, jejímž cílem mělo být „očištění“ údajné původní „německé metropole“. Prostředkem mělo být především postupné vytlačování českých a odsun židovských obyvatel a jejich nahrazování německým obyvatelstvem, výstavba na volných plochách, rozsáhlé asanace a přestavby města v monumentálním duchu a v neposlední řadě také odstranění symbolů českého národa a československé státnosti. Souběžně mělo naopak dojít k obnově některých prvků považovaných za symboly německé identity města, jako byl právě sloup na Staroměstském náměstí či pomník maršála Radeckého. Vzhledem k prohlubujícím se problémům na frontě byly tyto plány postupně odsouvány do doby po očekávaném vítězství ve válce a k obnovení sloupu nedošlo.
V roce 1945 se snah o obnovu ujal spolek Orel, který začal organizovat sbírky na obnovu. Během orelské pouti na Hostýně 26. srpna 1947 bylo rozhodnuto pokusit se sloup postavit do 30. září 1950, ke třístému výročí jeho vztyčení. Tato iniciativa však byla zmařena komunistickým převratem a mnozí lidé byli za tuto činnost později perzekvováni. Archiv více než 1000 položek Odboru pro rekonstrukci sloupu byl v rámci likvidace Lidové akademie ztracen. Zachoval se po něm jen protokol o zrušení a zákazu této instituce jako protistátní. Na místě, kde sloup stál, se pravidelně objevovaly květiny, které vždy Státní bezpečnost ihned odstranila.
1. exilový sjezd Lidové strany v německém Ludwigsburgu v roce 1949 přijal usnesení o obnově mariánského sloupu a zhotovení sochy Panny Marie. Čeští emigranti ve Spojených státech začali vnímat odpor proti obnovení mariánského sloupu jako symbol útisku, před kterým utekli. Jedním z nich byl i benediktin Lev Ondrák, který ve svém proslovu v New Yorku navrhl, aby byla vybudována kopie sloupu jako pomník náboženského pronásledování v komunistických státech. V Severní Americe se uspořádala další sbírka. Čeští exulanti z ní nechali zhotovit sochu Panny Marie z bílého kararského mramoru od italského sochaře Alessandra Monteleoneho. Po jejím posvěcení papežským nunciem Clementem Micarou ji přepravil do zámoří ekonom Nepomucena Jozef Tomko. V roce 1955 byla slavnostně instalována v zahradě benediktinského kláštera sv. Prokopa v Lisle ve státě Illinois v USA. Uvítání vedl významný čínský exulant, pekingský arcibiskup a kardinál Thomas Tien Ken-sin. Lidé, kteří kvůli tehdejšímu komunistickému režimu opustili své domovy, se u sochy modlili za návrat demokracie do Československa i za svůj návrat domů. Od roku 1993 se socha nachází v zahradě Strahovského kláštera, kde byla posvěcena pražským arcibiskupem Miloslavem Vlkem. Díky svému původu dostala označení socha Panny Marie z exilu.

### Po sametové revoluci
Petice přimlouvající se za obnovení sloupu byla sepsána již v roce 1988 a podepsalo ji několik stovek lidí. Po sametové revoluci v roce 1990 vznikla Společnost pro obnovu Mariánského sloupu na Staroměstském náměstí v Praze s cílem obnovení sloupu v jeho původní podobě, ze stejného materiálu a na původním místě. Jejím prvním předsedou a také autorem projektové dokumentace Mariánského sloupu byl Pavel Nauman. Podle této dokumentace byl vyroben základní kámen sloupu, 2. listopadu 1993 byl usazen do dlažby Staroměstského náměstí a následujícího dne ve výroční den stržení Mariánského sloupu 3. 11. 1993 ho opat Michael Pojezdný posvětil. Žádost o povolení umístění základního kamene podal Pavel Nauman na magistrát šest měsíců předem. Žádost se však krátce před termínem osazení ztratila, a proto byla podána žádost nová, která byla vyřízena teprve 40 minut před osazením. V kameni byl v češtině, němčině, latině a angličtině nápis Zde stál a opět bude stát Mariánský sloup. Úředníci magistrátu kvůli němu hrozili žalobou a během krátké doby nechal magistrát část nápisu a opět bude stát odsekat. To vzbudilo pozornost tuzemských i zahraničních médií, ve kterých se objevil kámen s poškozeným nápisem.

V roce 1996 vydala Společnost brožuru s informací o svém záměru vyhlásit celonárodní sbírku. V roce 1998 se konala v pořadí již třetí výstava o mariánském sloupu v klášteře premonstrátů na Strahově. Mezi vystavovanými předměty byl i sádrový model sloupu v měřítku 1:10 vytvořený akademickými sochaři Miroslavem Krátkým a Karlem Kronychem.

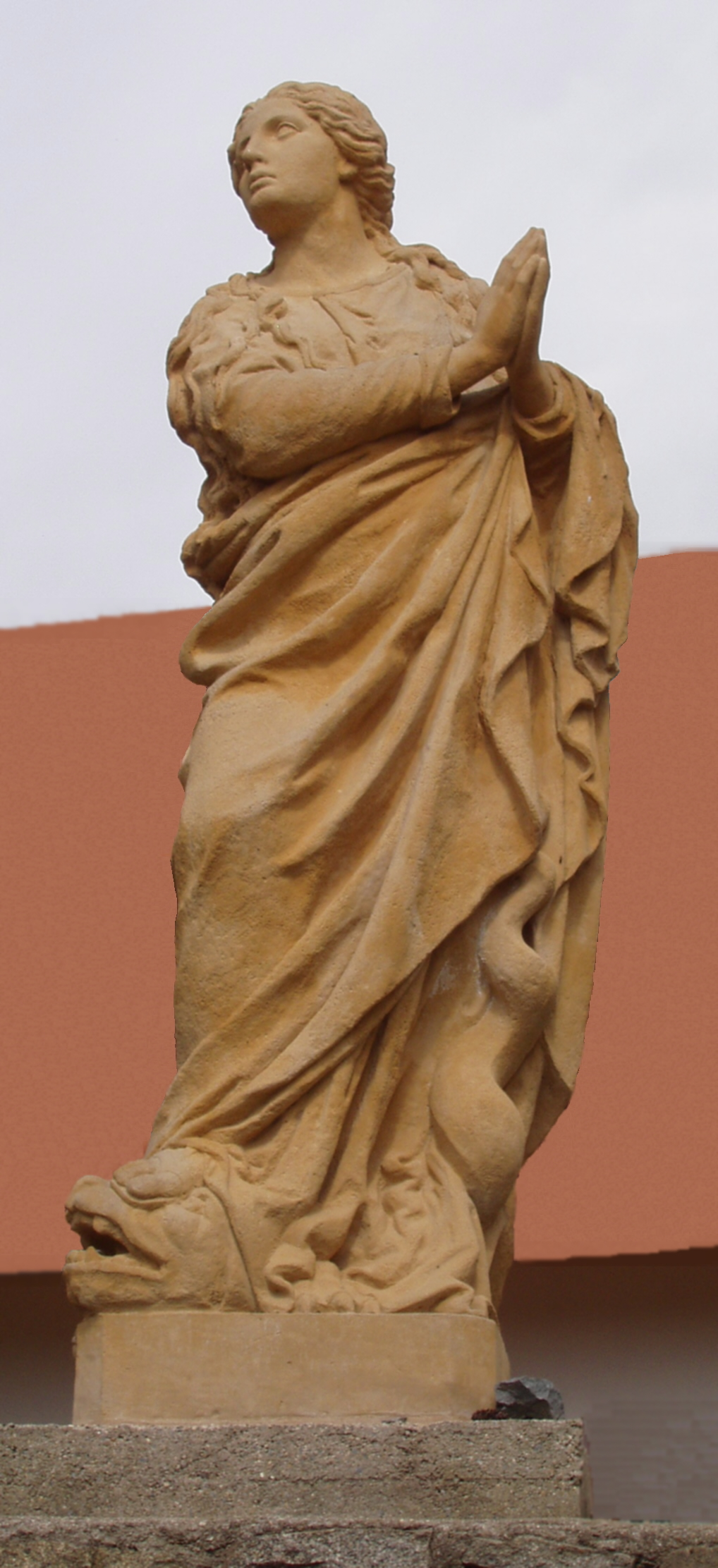
Odlitek rekonstruované sochy Panny Marie v Bražné

Proti obnovení sloupu vzniklo několik petic, například v roce 2001 (iniciovala ji společnost Veritas, rozvíjející odkaz české reformace), v roce 2013 (spisovatelka Lenka Procházková) a roce 2017 (David Loula). V listopadu 2016 o sloupu jednala Ekumenická rada církví, nedospěla však k jednotnému stanovisku, a nechala tak na svých členských církvích, jaký postoj zaujmou. Sloup zůstal pro část církevních představitelů sporný. Roku 2017 obvinil asistent Evangelické teologické fakulty UK Martin Vaňáč pražského arcibiskupa Dominika Duku z podvodu kvůli podezření, že starostovi Prahy 1 předal jen ta stanoviska církví, která vyzněla pro obnovu sloupu příznivě.
V roce 2008 jmenoval primátor Pavel Bém dvanáctičlennou expertní komisi, která posuzovala celkovou revitalizaci Staroměstského náměstí. Ve stejném roce se konala výstava o historickém, urbanistickém a architektonickém vývoji náměstí, na které byl i model mariánského sloupu. Další rok se konala mezinárodní konference, které se zúčastnilo asi 100 lidí. Debatovali nejen o případné dostavbě strženého křídla Staroměstské radnice, ale i o řešení prostoru celého náměstí. Na konferenci zazněl i příspěvek o rekonstrukci mariánského sloupu. V prosinci 2013 se v Městské knihovně uskutečnilo veřejné promítání dokumentárního filmu o rekonstrukci sloupu.

## Obnova

### Příprava
Rada hlavního města v roce 2013 schválila návrh organizačních opatření, harmonogramu prací a finančních nákladů k zajištění revitalizace Staroměstského náměstí, která zahrnovala i obnovu sloupu. Magistrát následně udělil souhlas s realizací stavby a mezi Společností pro obnovu Mariánského sloupu a Hlavním městem Prahou byla uzavřena dohoda o provedení stavby. V dubnu 2014 proběhlo jednání sboru expertů odboru památkové péče Magistrátu hlavního města Prahy. V říjnu vydal odbor památkové péče závazné stanovisko, ve kterém provedení prací na rekonstrukci sloupu v podobě navrhované Společností připustil. O rok později proběhl archeologický průzkum, který ověřil stav základových kamenů. V červnu 2017 vydal stavební úřad Prahy 1 územní rozhodnutí o umístění stavby, ve kterém konstatoval, že záměr obnovy sloupu je z hlediska územního plánování a stavebního zákona v souladu s příslušnými veřejnými zájmy. Stavební úřad obdržel několik odvolání vůči územnímu rozhodnutí, která však označil jako nepřípustná. 7. září 2017 se v kostele sv. Václava na Zderaze konala tisková konference odpůrců obnovy sloupu. Tehdy byl také zastupitelstvu zaslán otevřený dopis proti vztyčení „napodobeniny“, podepsaný několika desítkami osobností, obávajících se, že by sloup vnesl do veřejnosti „nesoulad a konflikt“ a stal se symbolem „expanze konzervativních až ultrakonzervativních proudů katolické církve“.
14. září 2017 projednávalo zastupitelstvo města petici pro obnovení sloupu s 3048 podpisy i petici proti obnovení sloupu s 1048 podpisy. Po tříhodinové rozpravě obou názorových stran uložilo městské radě do konce roku 2017 odejmout Společnosti pro obnovu Mariánského sloupu souhlas s povolením stavby. V té době však už nabylo stavební povolení právní moci a platila uzavřená dohoda o vyhotovení stavby mezi městem a Společností i smlouva o smlouvě budoucí darovací. Pražský primátor Zdeněk Hřib k tomu později v červnu 2019 uvedl, že i když tímto způsobem nebylo možné smlouvu vypovědět, samospráva musí být suverénem v tom, co se má či nemá na náměstí umístit. Matěj Stropnický, náměstek předchozí primátorky Adriany Krnáčové, také upřesnil, že Praha sice souhlasila s pronájmem pozemku pro postavený sloup, ale následně nesouhlasila se záborem pozemku pro jeho výstavbu.

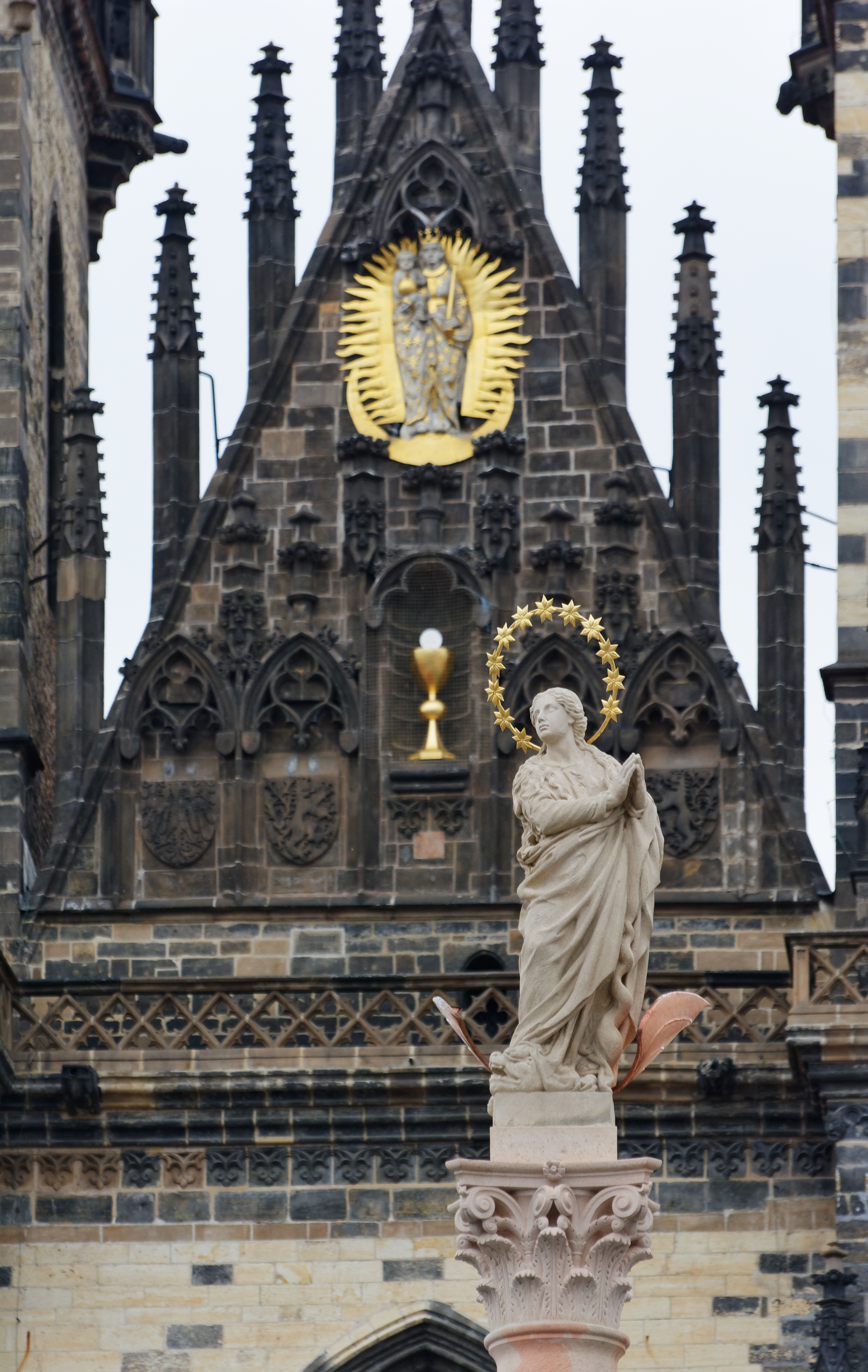
Obnovená socha Panny Marie s kalichem v průčelí Týnského chrámu

Na základě usnesení České biskupské konference (ČBK) vrátila týnská farnost v únoru 2018 po 395 letech na průčelí Týnského chrámu kalich s hostií jako gesto ekumenického smíření. Je dílem architekta Petra Malinského a symbolizuje eucharistii i husitství. V květnu 2018 se konal výtvarný happening. Asi 250 lidí ručně přitáhlo na základní kámen sloupu třiapůltunový kamenný blok určený pro sousoší anděla. Další dny se každé ráno na kameni objevovaly čerstvé květiny. Objevovaly se rozporné informace o tom, zda mají být instalovány i sochy andělů. 3. listopadu 2018 byla na místě strženého sloupu v rámci jubilejní pietní připomínky rozložena polystyrenová maketa rozlámaného sloupu. Smírnou bohoslužbu na závěr pietního dne sloužil v Týnském chrámu biskup Zdenek Wasserbauer.
V lednu 2019 zaslal předseda České biskupské konference kardinál Duka Společnosti pro obnovu Mariánského sloupu dopis, v němž potvrdil podporu obnovení sloupu ze strany ČBK. Během doby platnosti stavebního povolení ale nevydala Technická správa komunikací zhotoviteli souhlas k záboru pozemku potřebný pro příjezd stavební techniky. Těsně před vypršením platnosti se zhotovitel 29. května 2019 pokusil stavbu zahájit odkrytím základů původního sloupu. Nad základním kamenem se 15. června 2019 konala ekumenická modlitba a výstava kamenné balustrády, místo však zatarasil dodávkový vůz městské policie.
Několik dní poté bylo zveřejněno memorandum s výzvou, aby orgány města obnovu sloupu nepřipustily. Podepsalo je 26 českých historiků umění, například Vít Vlnas a Richard Biegel. Mimo jiné uvádí, že „mariánský sloup představoval již v okamžiku svého vzniku triumfální výraz habsburské monarchistické ideologie opírající se o program militantní katolické protireformace“, a tvrdí, že dochovaná dokumentace neumožňuje přesnou rekonstrukci původního díla, takže by případná kopie byla jen „zcela nevěrohodnou, banální atrakcí“. Signatáři vyzvali primátora Zdeňka Hřiba, aby obnově sloupu zabránil. S memorandem polemizovali například architekt Tomáš Hradečný, arcibiskup Dominik Duka nebo historik umění Jan Royt, který uvedl, že bylo zničeno vynikající umělecké dílo, jehož zboření bylo projevem náboženské nesnášenlivosti.
V lednu 2020 zastupitelstvo hlavního města Prahy obnovu sloupu odsouhlasilo. Obnovu sloupu podpořili zastupitelé za ODS, Spojené síly pro Prahu, ANO 2011 a hnutí Praha sobě. Proti byl mimo jiné primátor Zdeněk Hřib, který uvedl, že jde o „prosazování jedněch idejí na úkor druhých, proto z principu [sloup] nemůže být v tomto kontextu brán jako symbol smíření v rámci ekumenické shody“. Podle primátora sloup symbolizuje porážku myšlenky tolerance, která je stále aktuální.

### Stavba
Stavba sloupu začala 17. února 2020, hlavní práce byly dokončeny 4. června 2020 umístěním sochy Marie na vrchol sloupu. Po dokončení se sloup měl stát majetkem města.

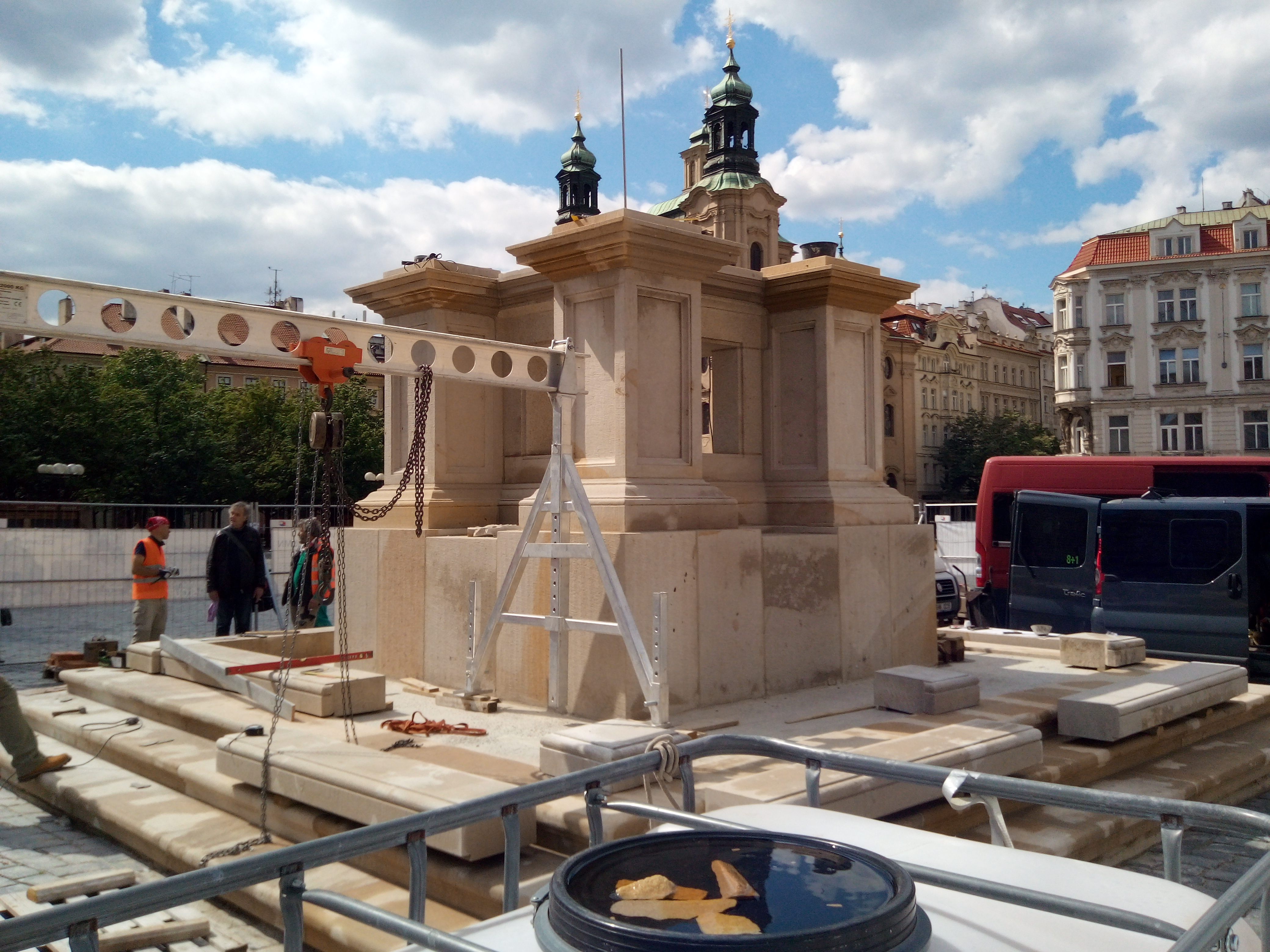
Stavba podstavce, květen 2020

Účelem rekonstrukce bylo zhotovit co nejvěrnější podobu původní sochy Panny Marie. Ze zachovaného torza originálu byla pomocí tečkovacího strojku vytvořena kopie. Chybějící levá část trupu se sepjatýma rukama se rekonstruovala podle sádrového odlitku soch, které stojí na náměstí v Lounech a na průčelí kostela Nejsvětějšího Salvátora, podle velmi čitelné fotografie chybějící části a podle deseti fotografií celé sochy. Kopii do kamene nešlo převádět přímo z originálu, proto byla socha odformována a byly zhotoveny dva sádrové odlitky a jeden výdusek. Na obou byl hledán způsob techniky nanášení a modelování chybějící části.
První rekonstrukci chybějící části prováděl na výdusku akademický sochař Jan Bradna. Nanášenou rekonstrukci prováděli v roce 1998 akademický sochař Karel Kronych, žák profesora Karla Pokorného, a sochař Miroslav Krátký. Po studiu sádrového modelu ještě akademický sochař Petr Váňa na některých místech modelačně napravil některé chyby a nedostatky rekonstrukce. V roce 2002 byli písemně pozváni na konzultaci pracovníci památkových úřadů a dalších institucí, aby se seznámili s vývojem práce a mohli poskytnout své názory a doporučení. Zájem o návštěvu tehdy projevili pouze Ivo Hlobil z Akademie věd a Kateřina Adamcová z Památkového ústavu. Rekonstrukce se prováděla v ateliéru, který si postavil sochař Čeněk Vosmík. Byl to první sochař, který se po stržení sloupu angažoval za jeho obnovu.
Po rekonstrukci byl zhotoven sádrový model s rekonstruovanou částí. Pro sekání kopie musel být zvolen kámen stejné nebo velmi podobné struktury i charakteru jako je kámen originálu. Protože se původně použitý pískovec v Kamenných Žehrovicích již desítky let netěží, byl pro kopii zvolen pískovec zvaný božanovský z Teplic nad Metují, kterým je žehrovický kámen již řadu let nahrazován. Protože kopii v kameni vytvářel jiný sochař, než který prováděl rekonstrukci, mohly být chyby v rekonstrukci na připraveném modelu rozpoznány a napraveny. Kopie byla dokončena za přítomnosti originálu. K soše patří i gloriola dvanácti hvězd okolo hlavy patrná na několika fotografiích sloupu. Ze zapůjčeného originálu hvězdy byl vyroben sádrový model, podle kterého byly zhotoveny kovové kopie hvězd, poté pozlacené plátkovým zlatem.
Na základě výběrového řízení tvořil bez nároku na honorář kopii původní architektury i se sochou Panny Marie v letech 1997–2017 akademický sochař Petr Váňa z Karlíku s dalšími kameníky (ještě Petr Beneš, Petr Piekarz, Hynek Shejbal a Tomáš Váňa), kteří společně vytvořili Mariánskou kamenickou huť. Socha byla vytesána z božanovského pískovce z východních Čech, stejně jako čtyři podstavce soch andělů, balustrády, schody, dlažba i základní kameny. Kámen na sochu daroval Martin Peroutka. Dřík s korintskou hlavicí byl vyroben z růžového pískovce pocházejícího z Indie (Džajpur), který darovala kamenická huť. Podstavec je z pískovce Pietra Dorata ze Sieny a věnovalo ho italské městečko Vitorchiano. Sanktuář je zhotoven z mrákotínské žuly, kámen daroval majitel tamního kamenolomu Jindřich Zedníček. Čtyři podstavce pro sochy andělů věnovaly čtyři rytířské řády: maltézských rytířů, německých rytířů, křižovníků s červenou hvězdou a svatého Lazara Jeruzalémského. 16 základních kamenů darovalo 15 českých obcí a jedna misie. Na darovaných základních kamenech jsou vytesána jména: Chicago – Česká misie, Dobřichovice, Dolní Bojanovice, Jaroměř-Josefov, Hořice v Podkrkonoší, Hustopeče nad Bečvou, Mníšek pod Brdy, Moutnice, Olomouc, Prostějov, Soutice u Vlašimi, Třeboň, Třebotov, Zábřeh, Záhornice u Opočna a Žďár nad Sázavou.
Zbylá architektura byla rekonstruována podle zachovaných částí. Plány pro rekonstrukci ztracených dílů byly vytvořeny pomocí fotogrammetrie. Hotové díly byly do června 2019 uloženy na paletách v depozitáři v Jaroměři. 11. června 2019 dorazila do Prahy loď s nákladem 200 kusů kamenů na zbudování základu mariánského sloupu o celkové hmotnosti 60 tun.
Hotová kopie sochy Panny Marie byla 3. listopadu 2003, ke dni 85. výročí stržení sloupu, umístěna ve Štupartské ulici před bočním vchodem do Týnského chrámu, kde stála do 4. června 2020. Dokončený podstavec s kónickým sloupem byl do května 2020 umístěn v zahradě kostela svatého Karla Boromejského pod Petřínem.

### Vysvěcení a dokončení
V sobotu 15. srpna 2020, o svátku Nanebevzetí Panny Marie byl po slavnostní mši v Týnském chrámu Mariánský sloup vysvěcen pražským arcibiskupem Dominikem Dukou za účasti církevních představitelů, zástupců státu, města Prahy i starosty Prahy 1, autorů, dalších významných hostů, chrámových sborů a široké veřejnosti. Do podstavce sloupu byla umístěna kopie obrazu Panny Marie Rynecké, kterou již v roce 2009 zhotovil malíř a restaurátor Radomil Klouza a požehnal ji Benedikt XVI. během své návštěvy České republiky. Spory vyvolal záměr Pražského arcibiskupství do sloupu umístit pamětní listinu podepsanou také osobami bez významné církevní, společenské či politické funkce.
Během pandemie covidu-19 se obnovený sloup a jeho okolí stal pietním místem za oběti nemoci. Organizace Milion chvilek pro demokracii na dlažbě namalovala dvacet pět tisíc křížů a lidé u sloupu pokládali svíčky a květiny a modlili se zde za zemřelé.
Chybějící kopie soch bojujících andělů na podstavci sloupu Petr Váňa plánoval vytvořit v horizontu osmi let. Pro urychlení prací uspořádala Společnost pro obnovu mariánského sloupu výběrové řízení a přizvala sochaře Jiřího Kačera, Vojtěcha Adamce a Petra Siegla. Kopie tří bojujících andělů plánovala společnost osadit na Mariánský sloup do konce roku 2023, byly však instalovány až 8. ledna 2024. Sochy mají rovněž kovové atributy. 

Sochy bojujících andělů
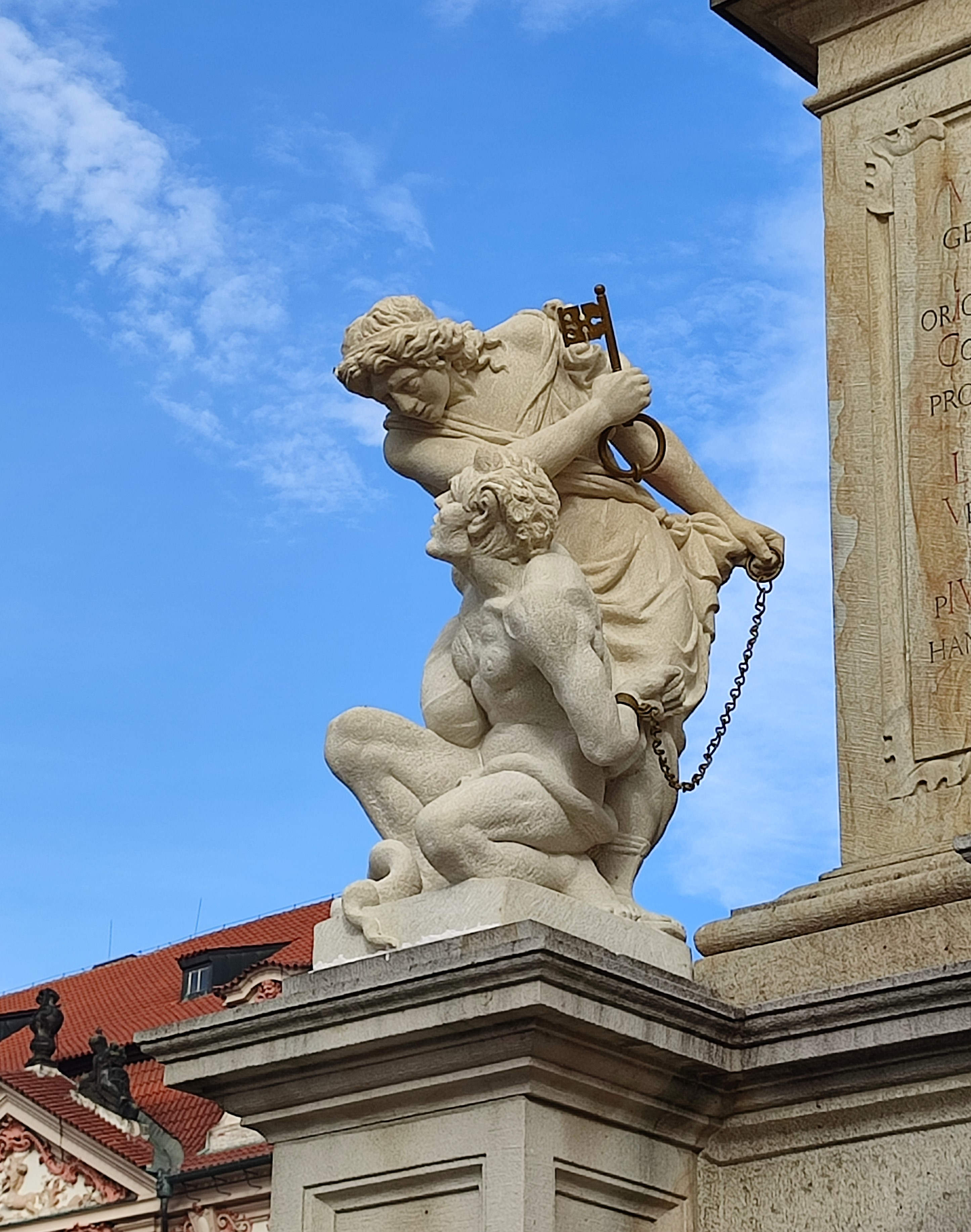
Vpředu vlevo: anděl představující Moudrost (Petr Váňa, 2023)
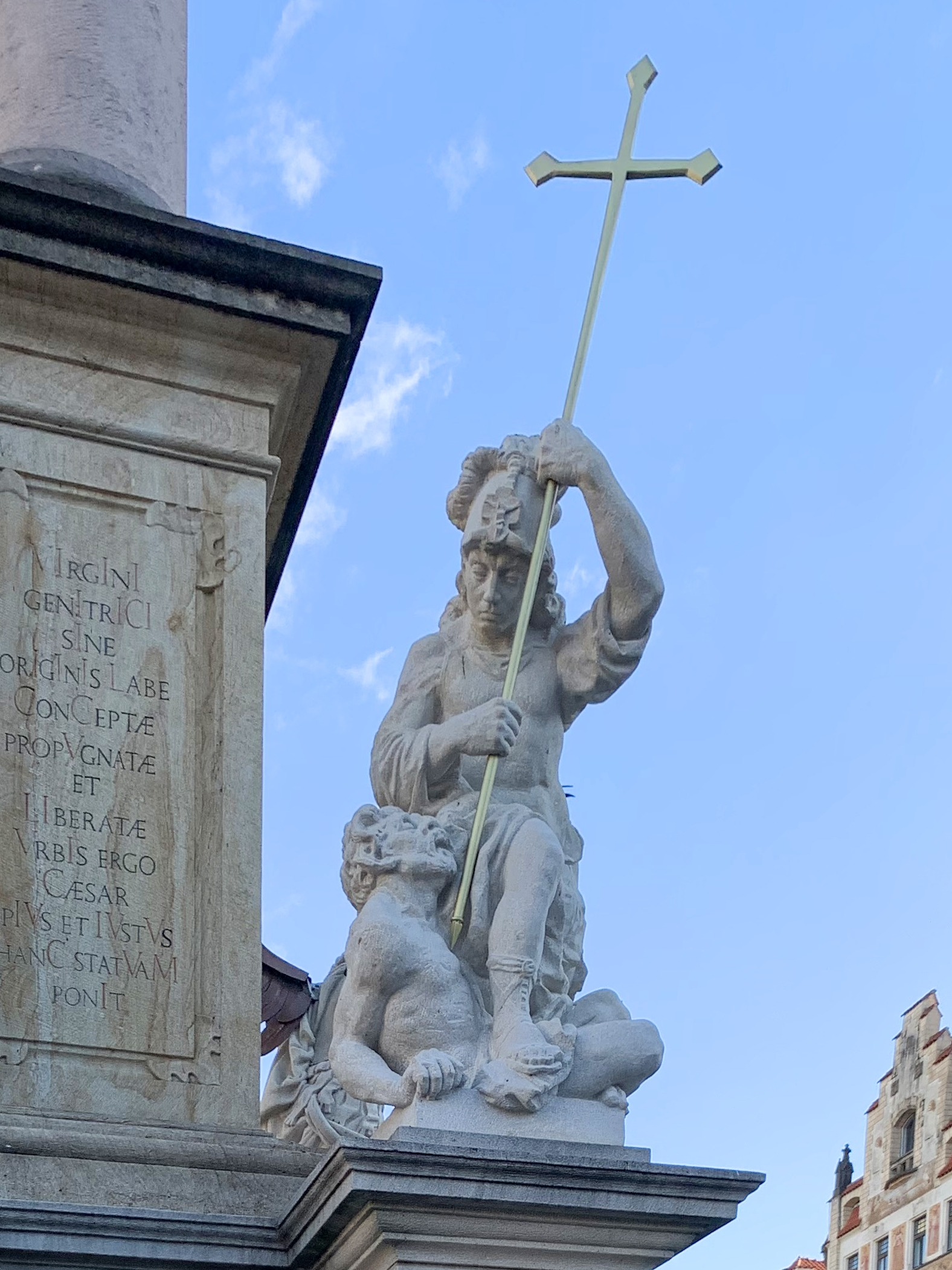
Vpředu vpravo: anděl představující Spravedlnost (Vojtěch Adamec, 2024)
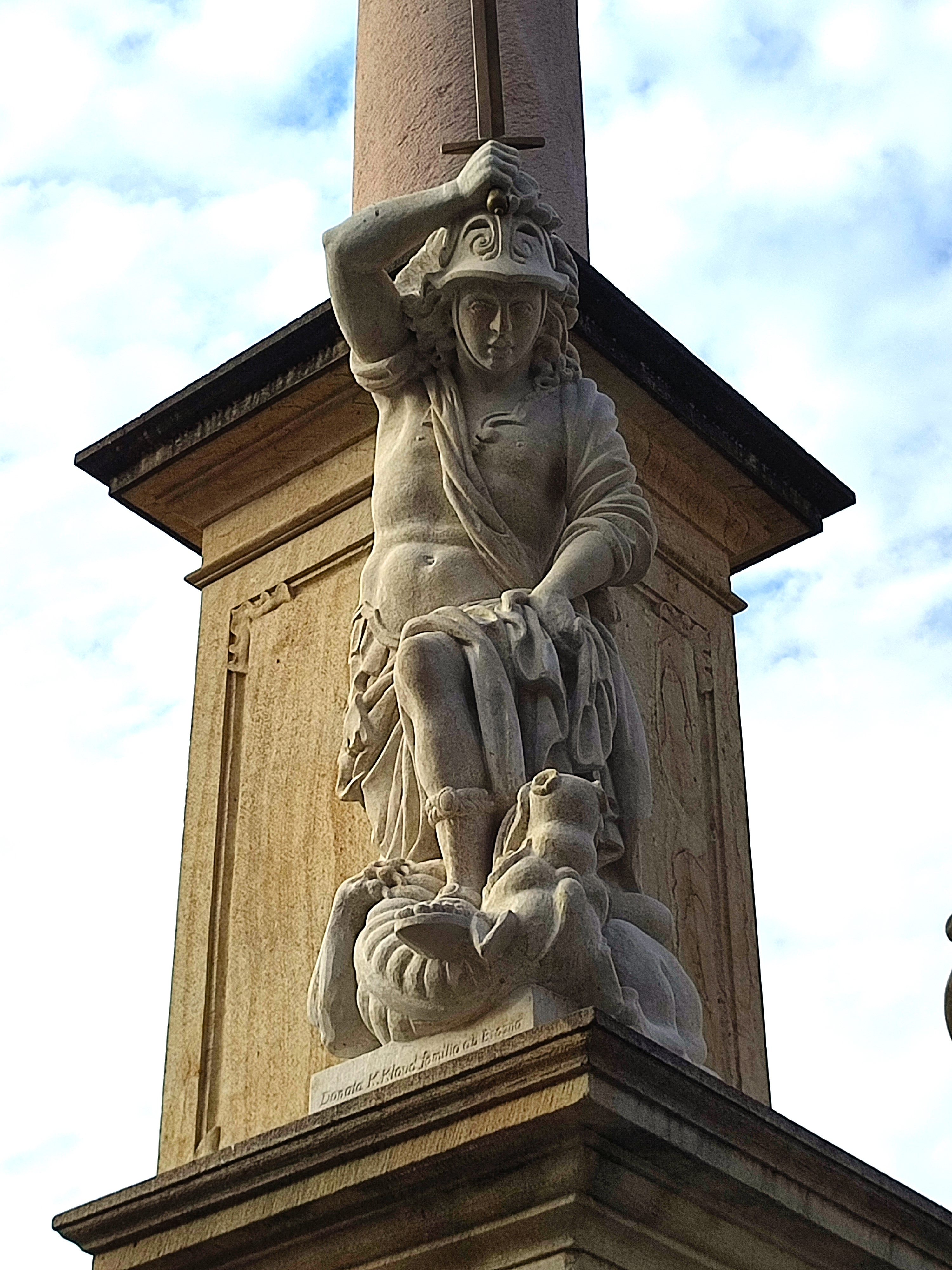
Vzadu vpravo: anděl představující Mírnost (Jiří Kačer, 2023)
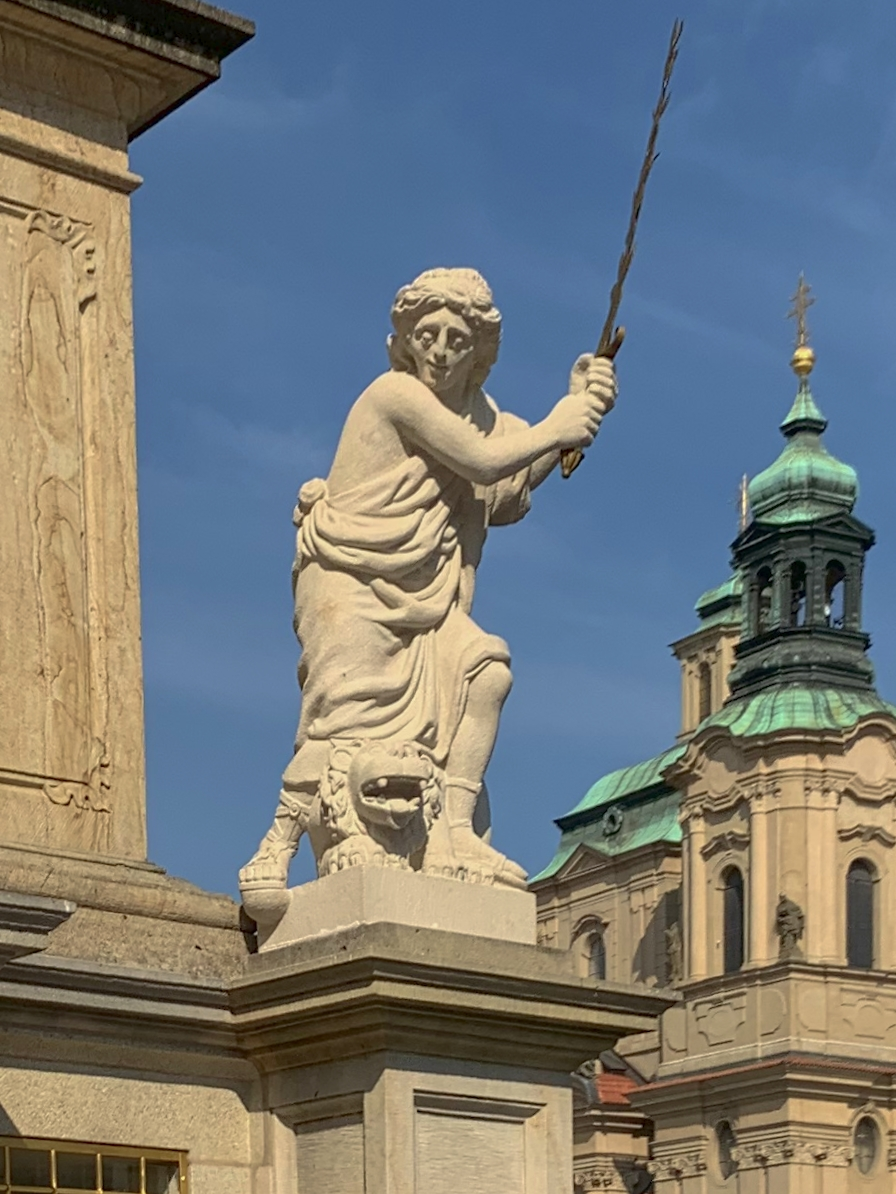
Vzadu vlevo: anděl představující Statečnost (Petr Siegl, 2023)

Instalace čtvrtého anděla byla plánována na srpen 2024, kdy měl na svátek Nanebevzetí Panny Marie 15. srpna dokončenému dílu požehnat pražský arcibiskup. Termín byl později posunut; čtvrtá socha byla osazena 12. listopadu 2024, v den 35. výročí svatořečení sv. Anežky České.
Obnovený sloup není podle Soupisu památek Národního památkového ústavu kulturní památkou, spadá však pod plošnou památkovou ochranu jako součást Pražské památková rezervace, historického centra Prahy jako světového dědictví UNESCO a národní kulturní památky Staroměstské náměstí.

## Galerie

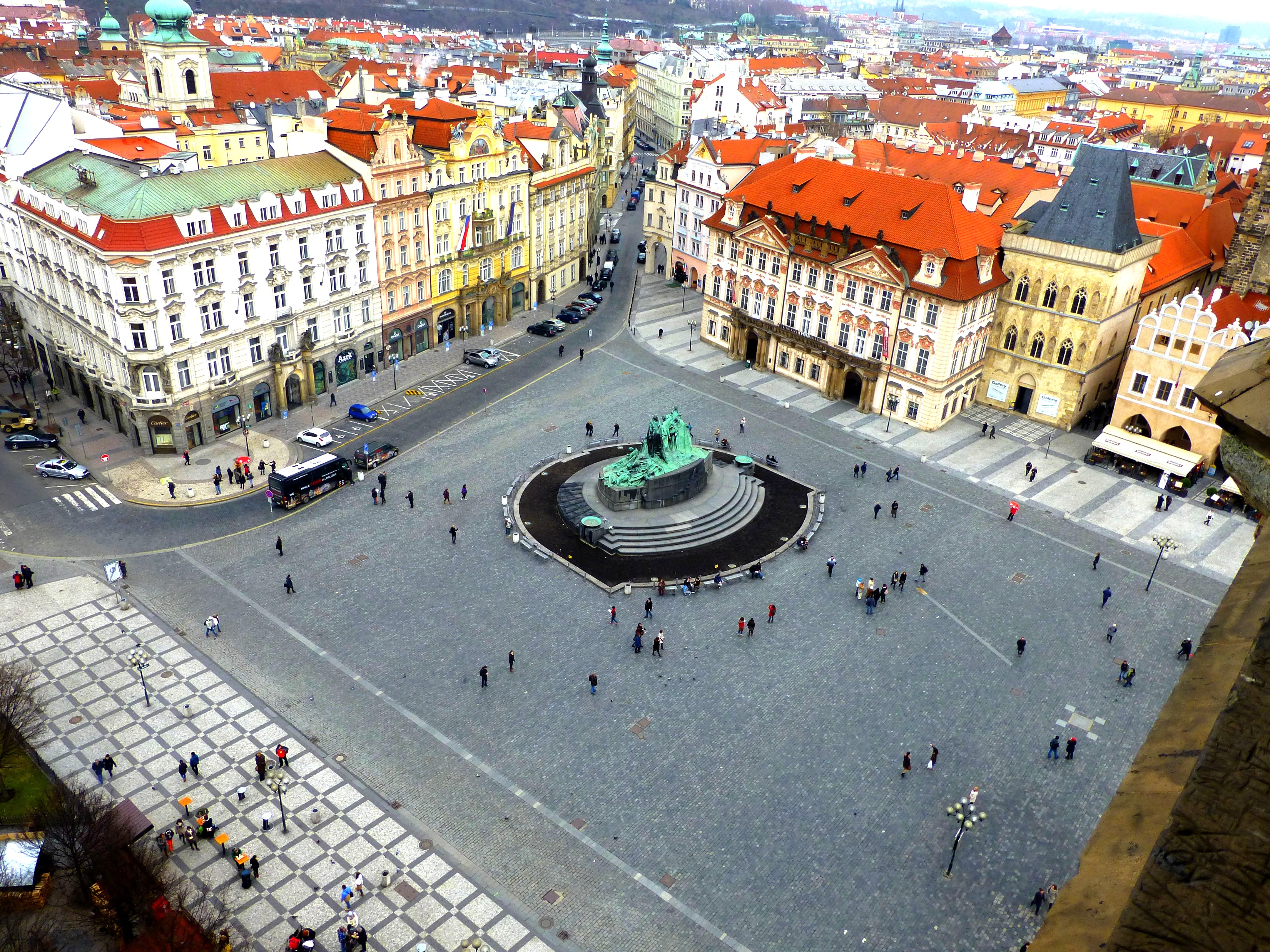
Staroměstské náměstí v roce 2013 – uprostřed pomník Jana Husa; základní kámen Mariánského sloupu je v dlažbě v pravé části snímku, v prodloužení Pražského poledníku
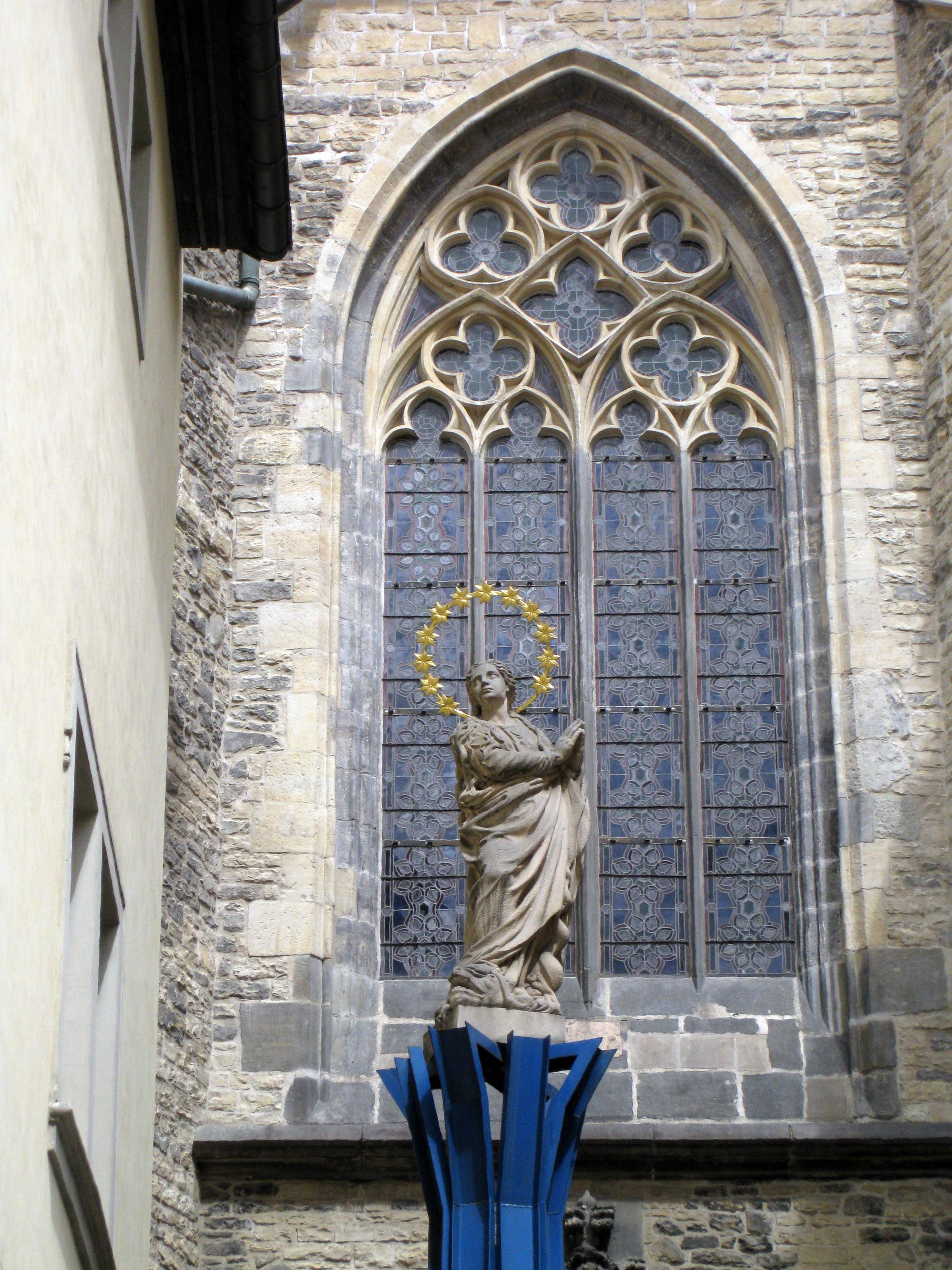
Socha Immaculaty určená pro obnovení památníku (umístěná do června 2020 u kostela Matky Boží před Týnem)
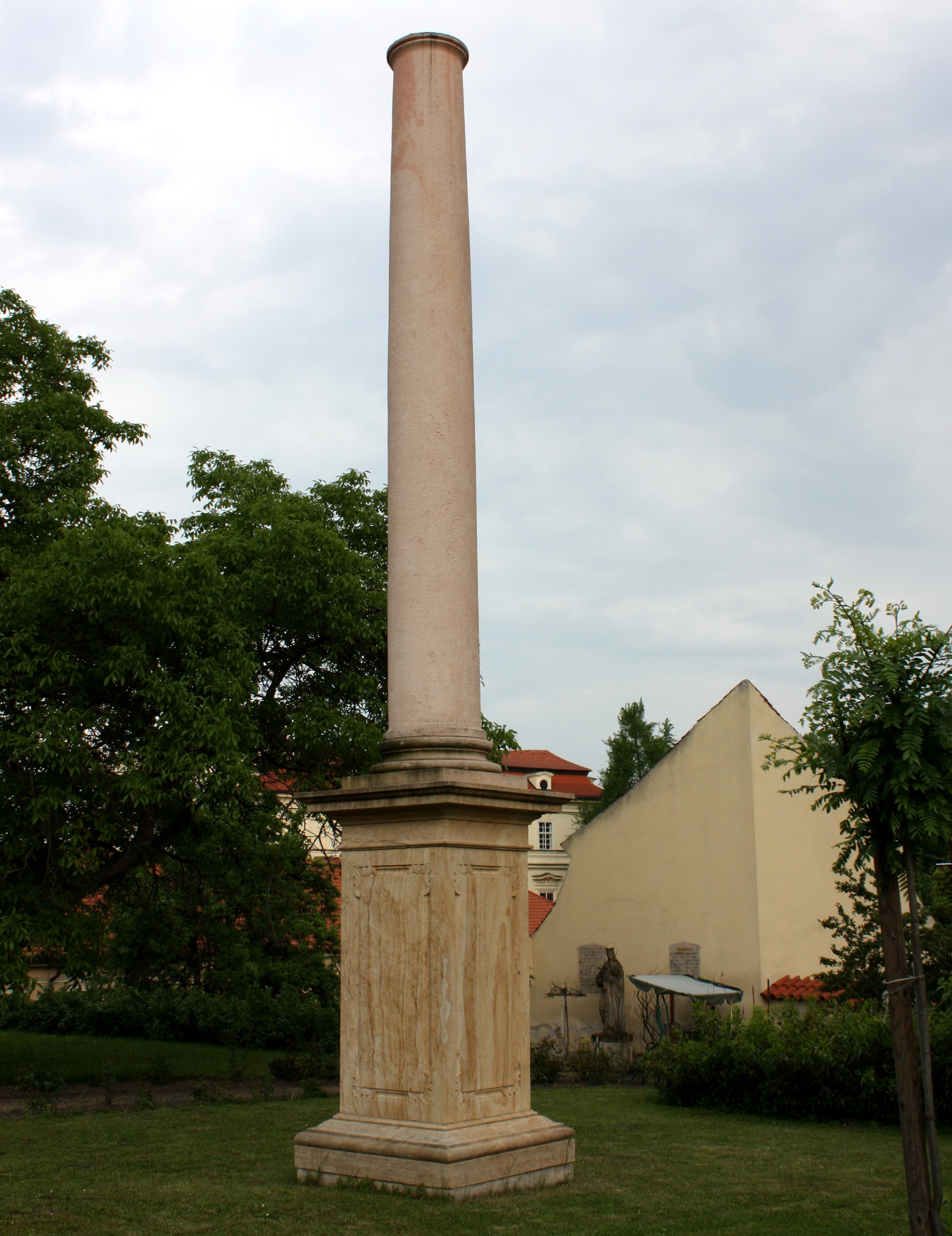
Nový sloup určený pro obnovení památníku byl do května 2020 v zahradě kostela svatého Karla Boromejského pod Petřínem
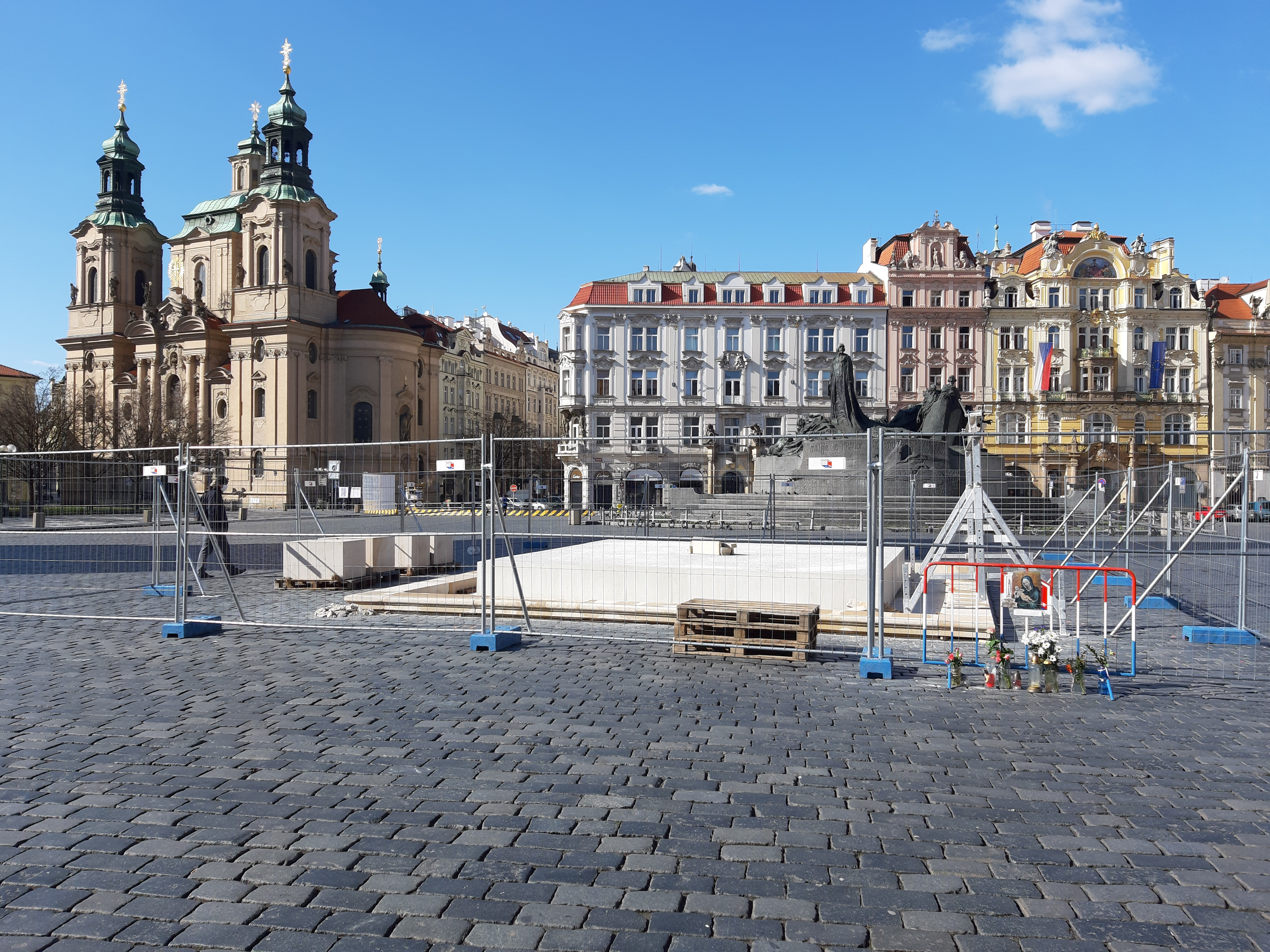
Staroměstské náměstí, základová deska sloupu, březen 2020
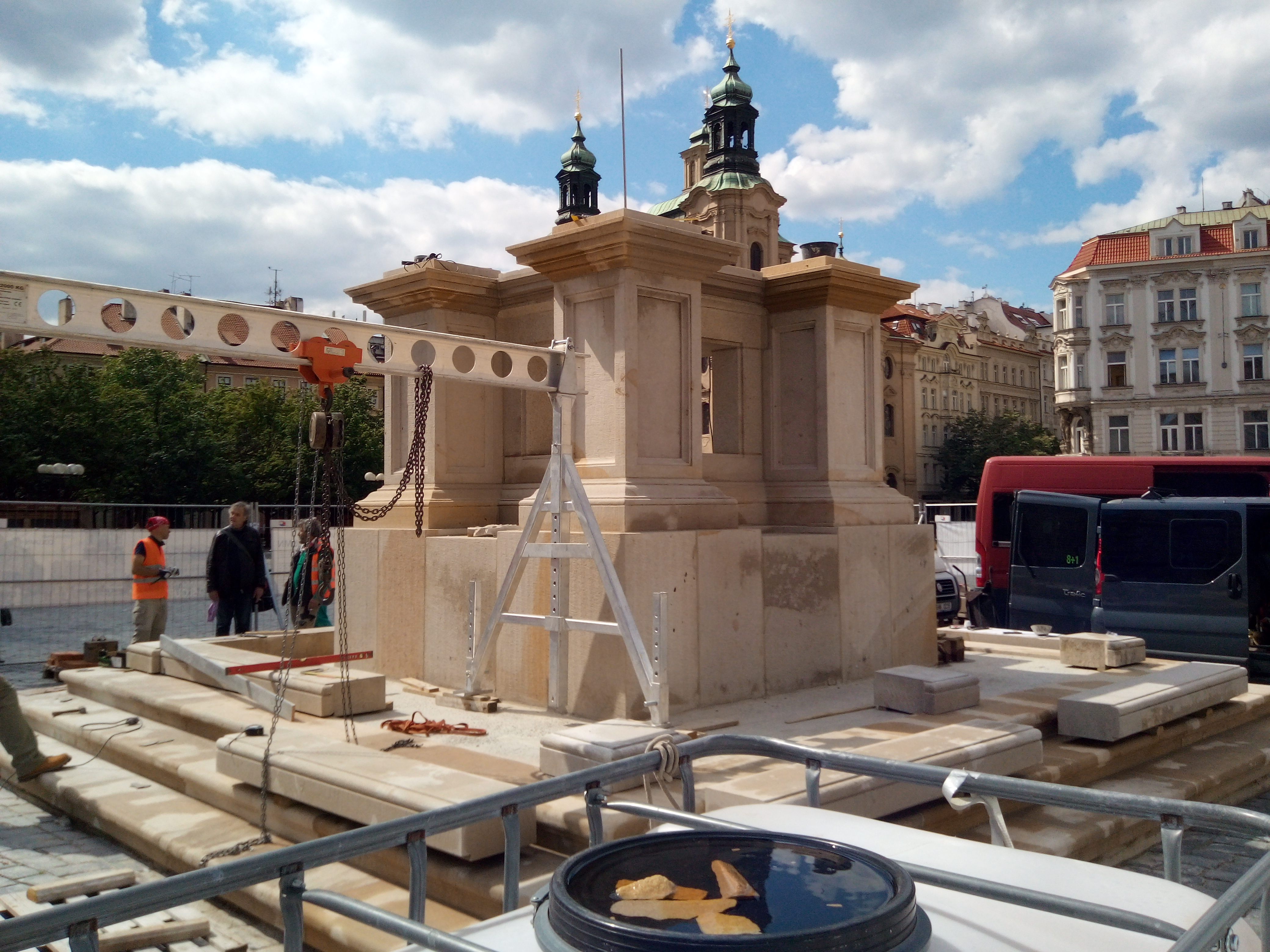
Spodní stavba sloupu, květen 2020
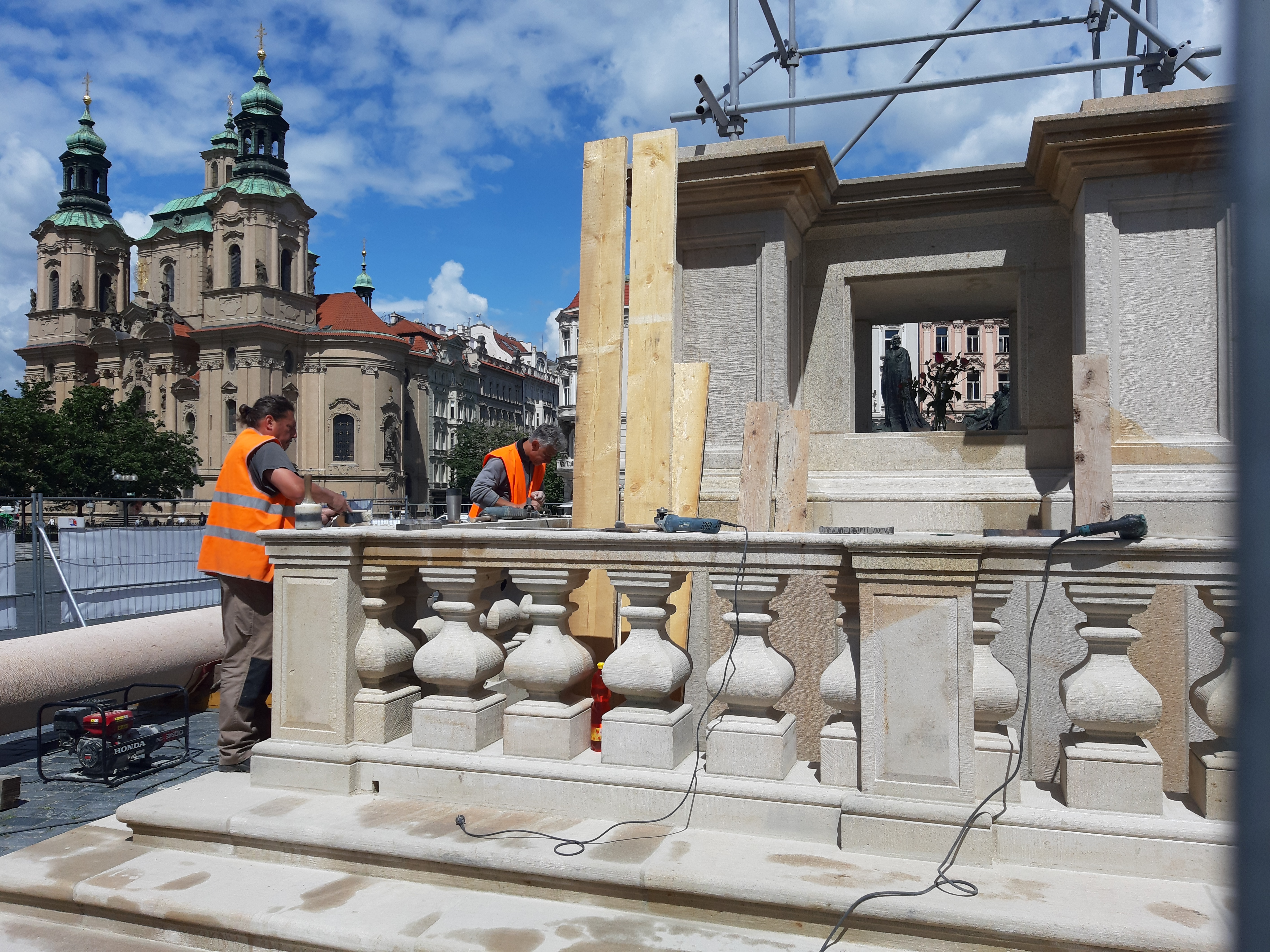
Mariánský sloup Praha, stav konec května 2020
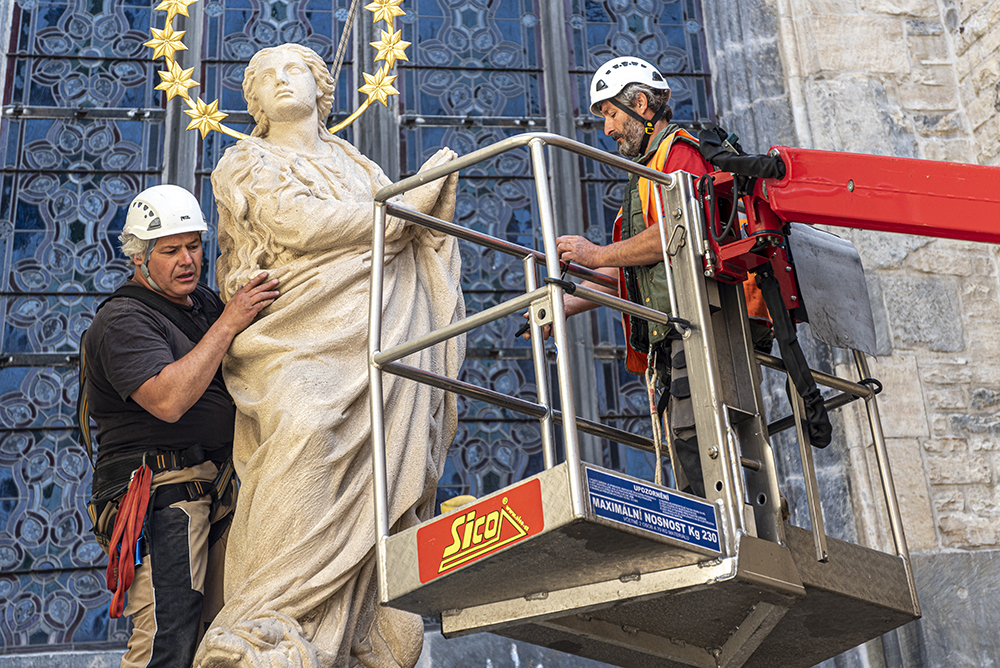
Snímání kopie sochy Panny Marie z jejího provizorního umístění vedle Týnského chrámu, 4. června 2020
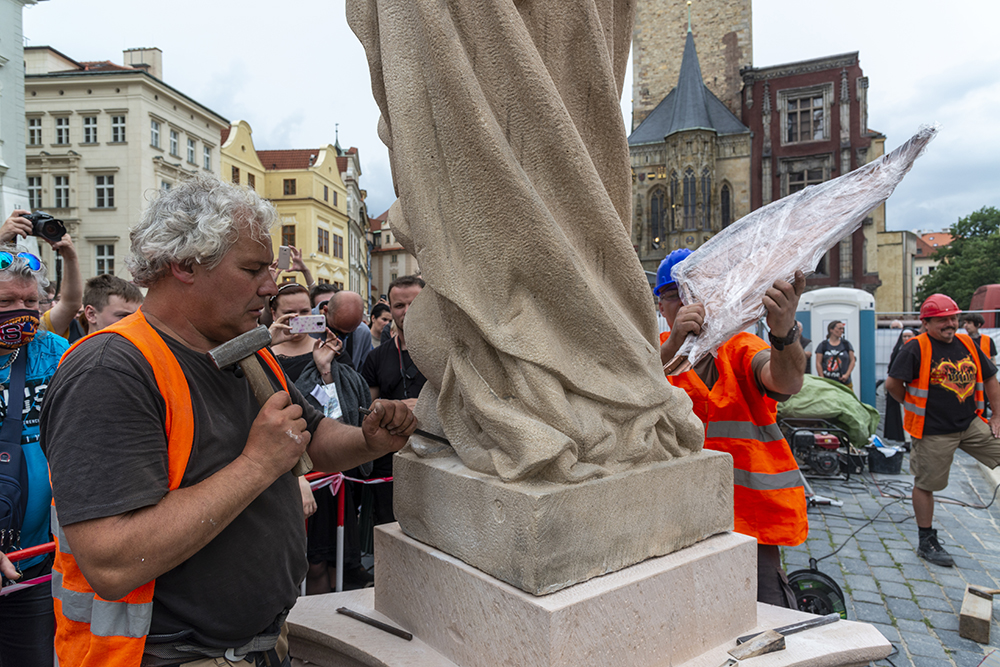
Poslední úpravy sochy před definitivním umístěním, 4. června 2020
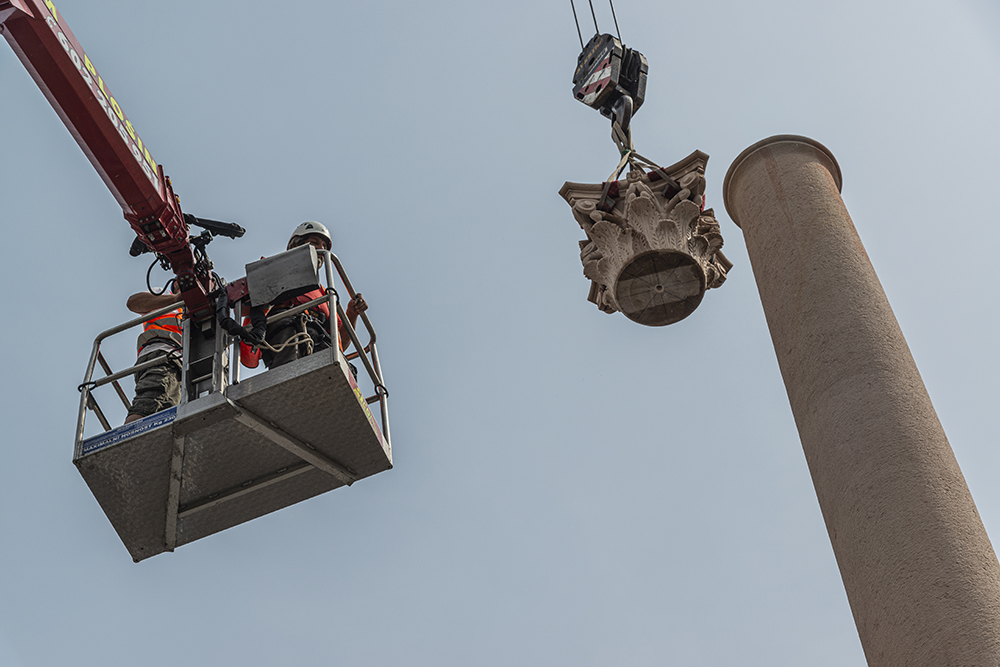
Zdvihání hlavice sloupu, 4. června 2020
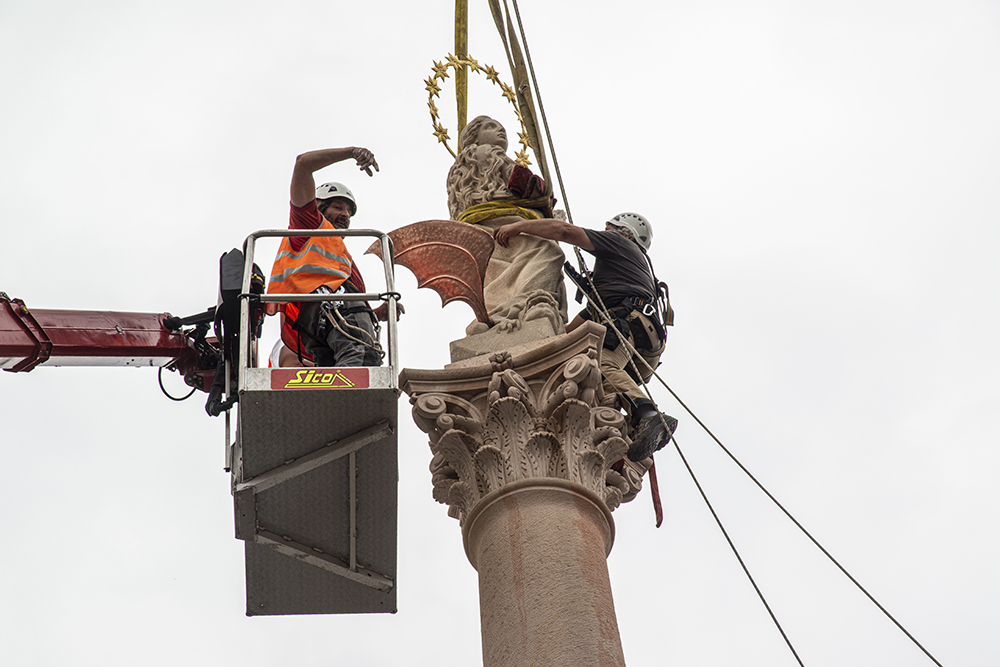
Sochař Petr Váňa umisťuje sochu Panny Marie na vrchol repliky Mariánského sloupu
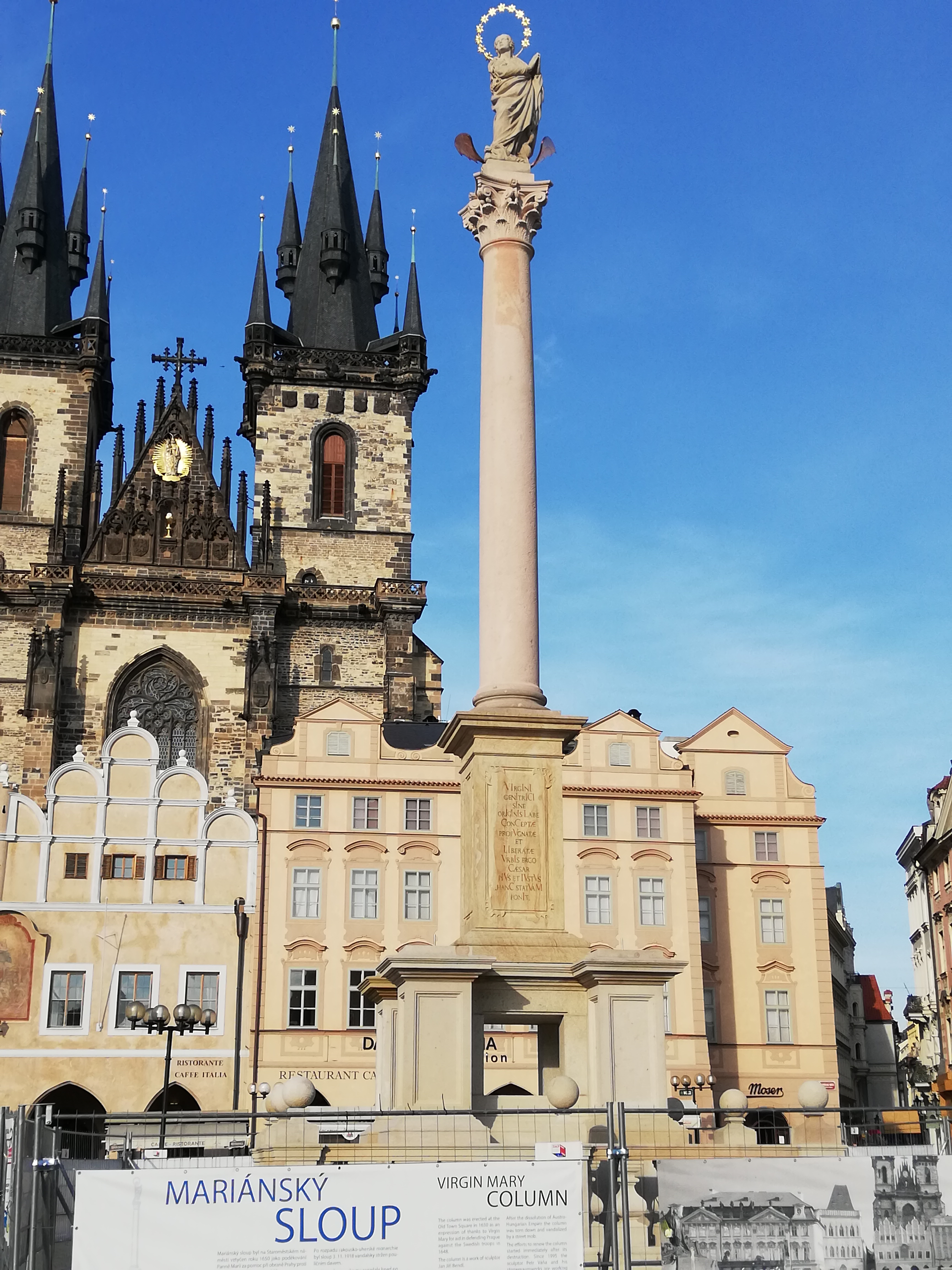
Pohled na téměř hotový sloup (stav ke dni 15. června 2020)
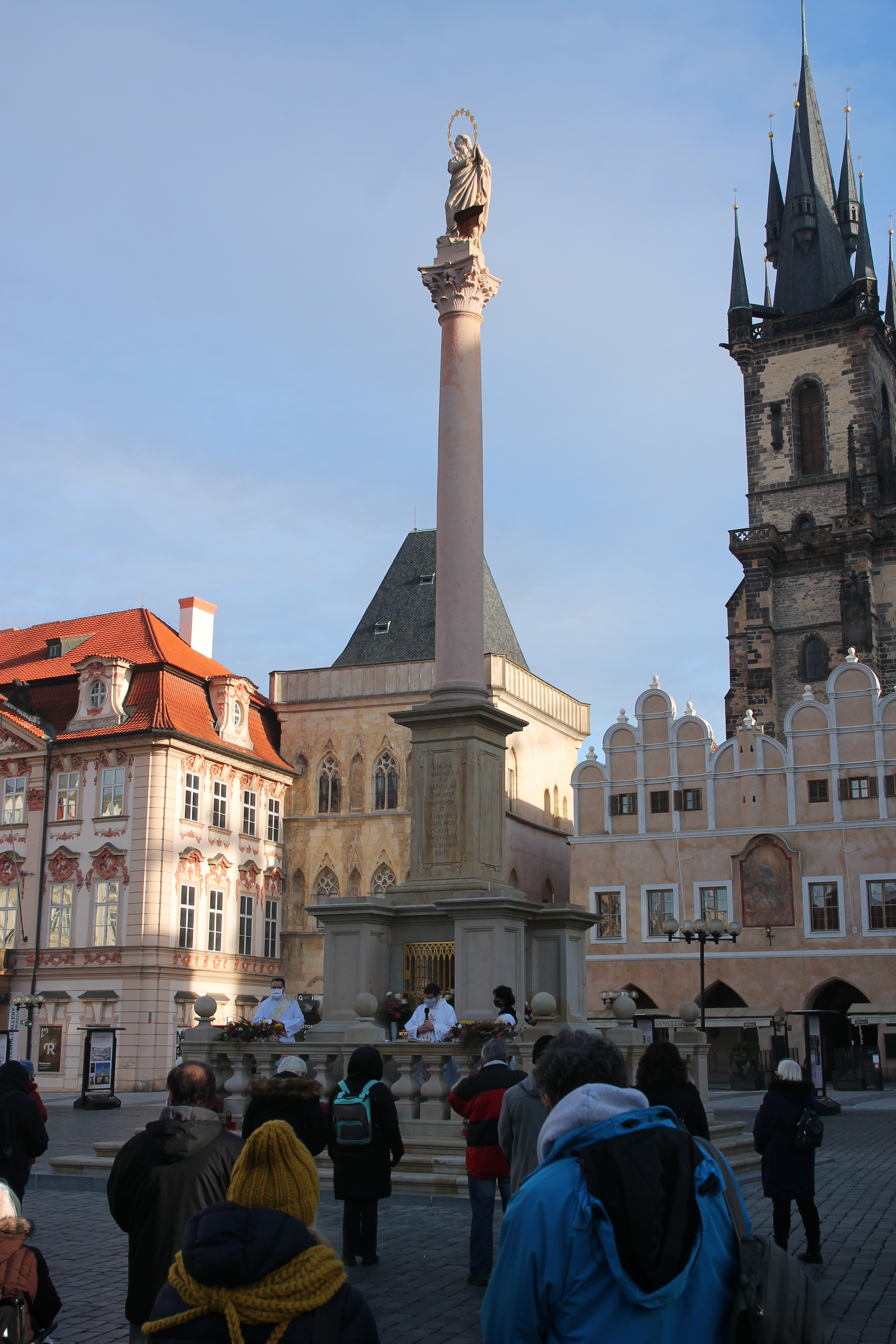
Mše svatá u sloupu v době koronavirové pandemie (listopad 2020, slouží Jiří Korda)